# تقسيم الهند
تقسيم الهند هو مصطلح يعبر عن تقسيم الهند البريطانية إلى دولتين مستقلتين في عام 1947 هما الهند وباكستان، بموجب قانون الاستقلال الهندي لعام 1947. ظهرت دولتي اتحاد الهند (جمهورية الهند اليوم) ودومينيون باكستان (الذي انقسم لاحقًا إلى باكستان وجمهورية بنغلاديش الشعبية.) في منتصف يومي الرابع عشر (باكستان) والخامس عشر (الهند) من شهر أغسطس عام 1947، أثر التقسيم بالأساس على مقاطعتي البنغال والبنجاب فضمت المناطق المسلمة منهما إلى باكستان وغير المسلمة إلى الهند. قُسمت أصول الراج البريطاني مثل الجيش الهندي البريطاني والبحرية الملكية الهندية والقوات الجوية الملكية الهندية والخدمة المدنية الهندية والسكك الحديدية والخزانة المركزية.
تسبب التقسيم إلى خسائر كبيرة في الأرواح وهجرة سكانية لما بين 14 إلى 18 مليون شخص أو ربما أكثر، ما خلق أزمات لاجئين هائلة في الدول الحديثة واعتقاد أن الأمن بين بني دينهم. من أسباب الهجرة العنف واسع النطاق، تترواح خسائر أرواح المصاحبة للتقسيم في مختلف المصادر بين مئات الآلاف ومليونين. خلقت الطبيعة العنيفة للتقسيم جوًا من العداء وعدم الثقة بين الهند وباكستان التي ابتليت بهما علاقتهما في الوقت الحاضر. أما في الدول الأميرية،كان العنف منظمًا في الغالب بمشاركة الحكام أو بتهاونهم. يُعتقد أن الماهراجات كانوا متواطئين في التطهير العرقي للمسلمين في ولايات السيخ (باستثناء جيهند وكابورتهالا)، بينما شارك آخرون مثل ماهراجات باتيالا وفريدكوت وبهاراتبور بشكل كبير في تنظيمهم. يُقال إن حاكم بهاراتبور شهد التطهير العرقي لشعبه، خاصة في أماكن مثل ديغ. حدثت جرائم قتل وأعمال عنف ضد المرأة كبيرة بسبب التقسيم.
بدأ المهاتما غاندي صيامه بهدف وقف العنف في 13 يناير 1948. وأنهاه في 18 يناير بعد طلب مختلف الزعماء الدينيين والسياسيين الذين تعهدوا بوضع حد للعنف ودعم الوئام الطائفي.
لا يشمل مصطلح تقسيم الهند انفصال بنغلاديش عن باكستان في عام 1971، ولا الانفصال المبكر لبورما (ميانمار الآن) وسيلان (سريلانكا الآن) عن إدارة الهند البريطانية. لا يشمل المصطلح أيضًا الاندماج السياسي للولايات الأميرية في الدومينيونَين الجديدين، ولا نزاعات الضم العسكري أو الانقسام التي ظهرت في ولايات حيدر آباد وجوناغاد وجامو وكشمير الأميرية. ولا يشمل دمج جيوب الهند الفرنسية في الهند خلال الفترة 1947-1954، ولا ضم الهند لغوا ومناطق الهند البرتغالية في عام 1961.
وقعت نيبال وبوتان معاهدات مع البريطانيين ليكونا مستقلين سياسيًا عن الراج البريطاني. تأسست مملكة سيكيم في جبال الهيمالايا كولاية أميرية بعد المعاهدة الإنجليزية السيكيمية لعام 1861، لكن لم تشمل المعاهدة مصيرها. أصبحت سيكيم مملكة مستقلة تحت سيادة الهند في عام 1947 ثم ضُمت لها لاحقًا. أصبحت جزر المالديف محمية للتاج البريطاني في عام 1887 ثم استقلالت في عام 1965.

## الملخص

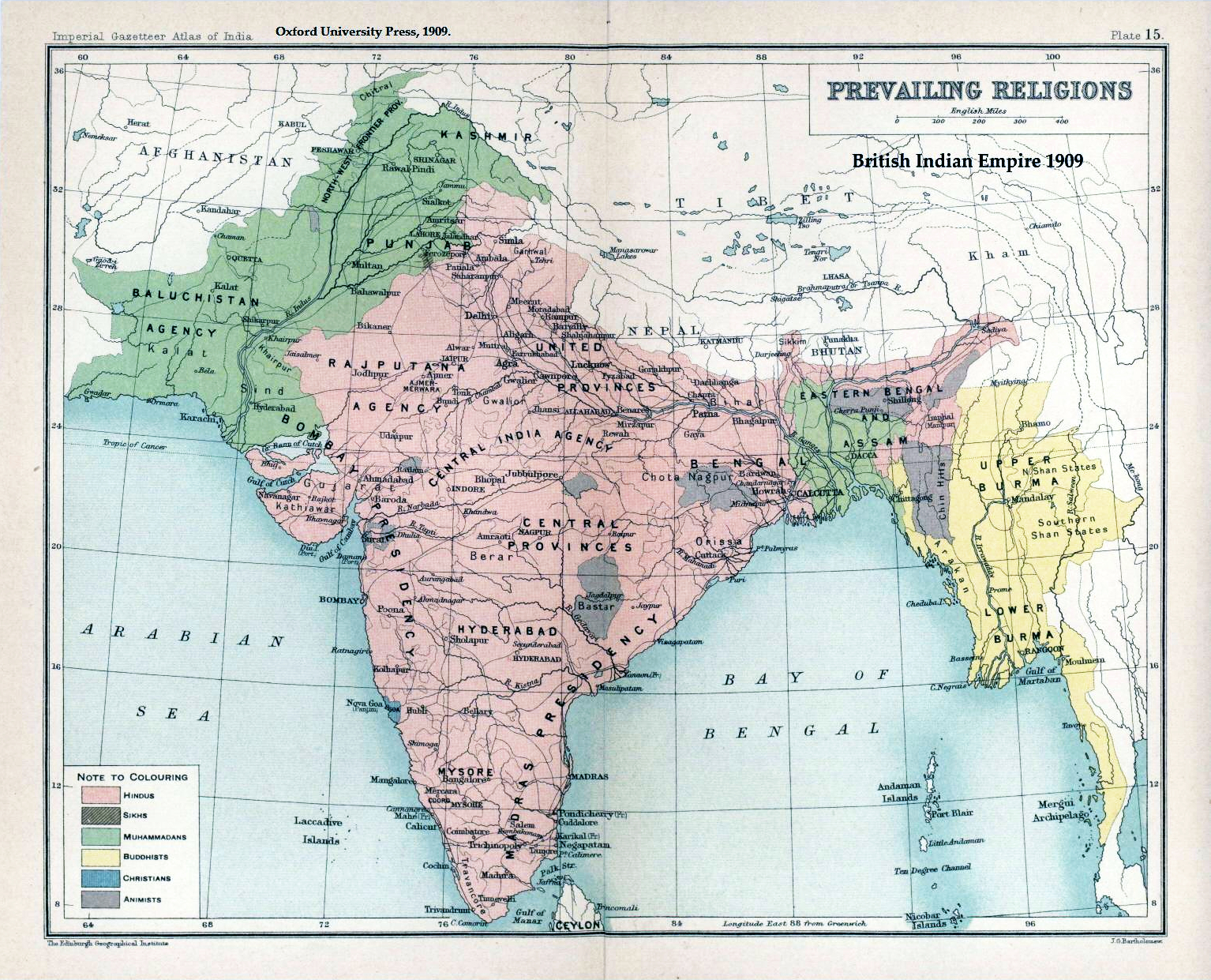
اعتمد تقسيم الهند البريطانية على الأديان السائدة، والمنتشرة حسب ما هو معروض في هذه الخريطة لعام 1909

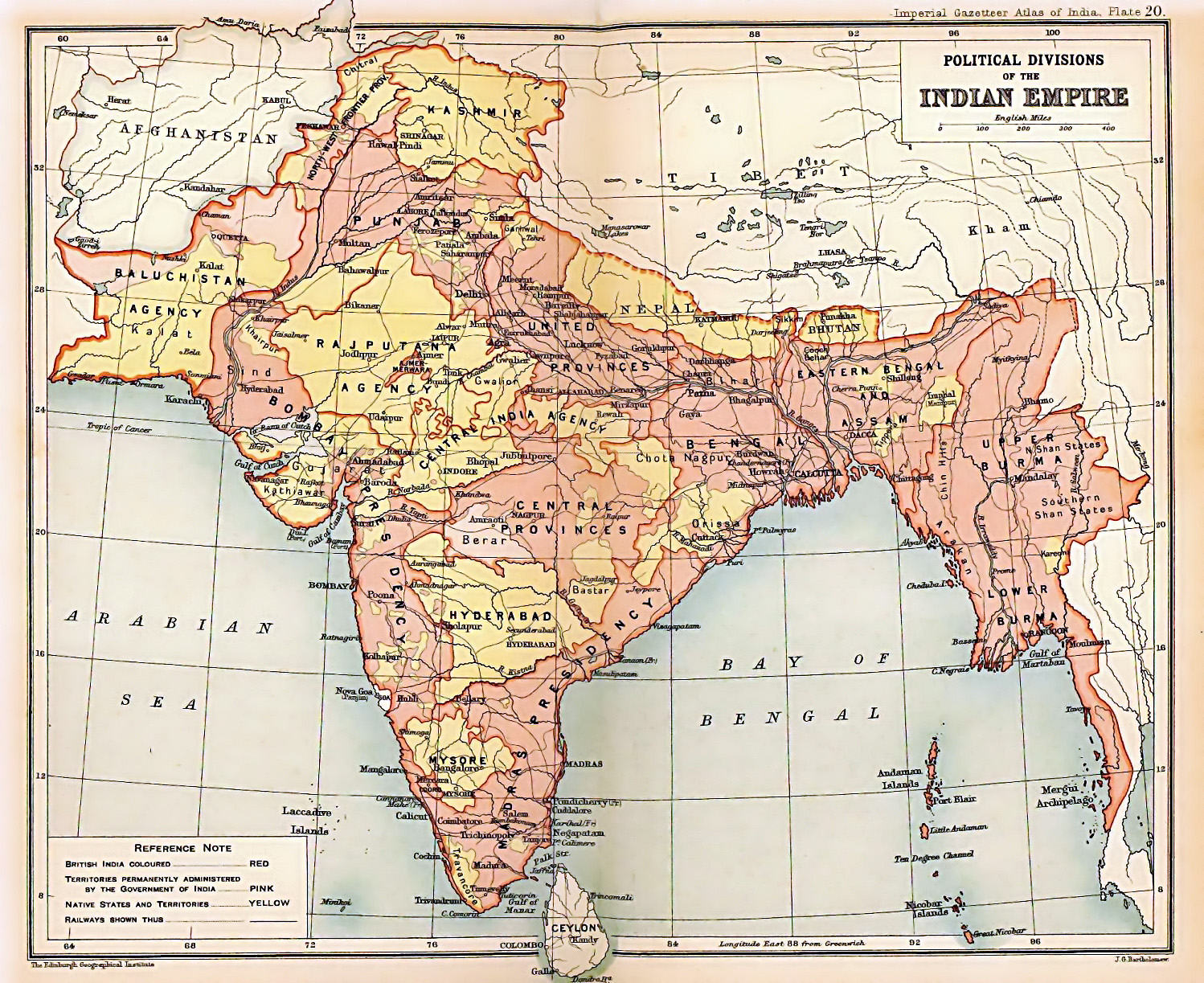
الإمبراطورية الهندية البريطانية في المعجم الإمبراطوري للهند، 1909. الهند البريطانية مظللة باللون الوردي، الولايات الأميرية باللون الأصفر.

### فترة ما قبل الحرب العالمية الثانية (1905–1938)

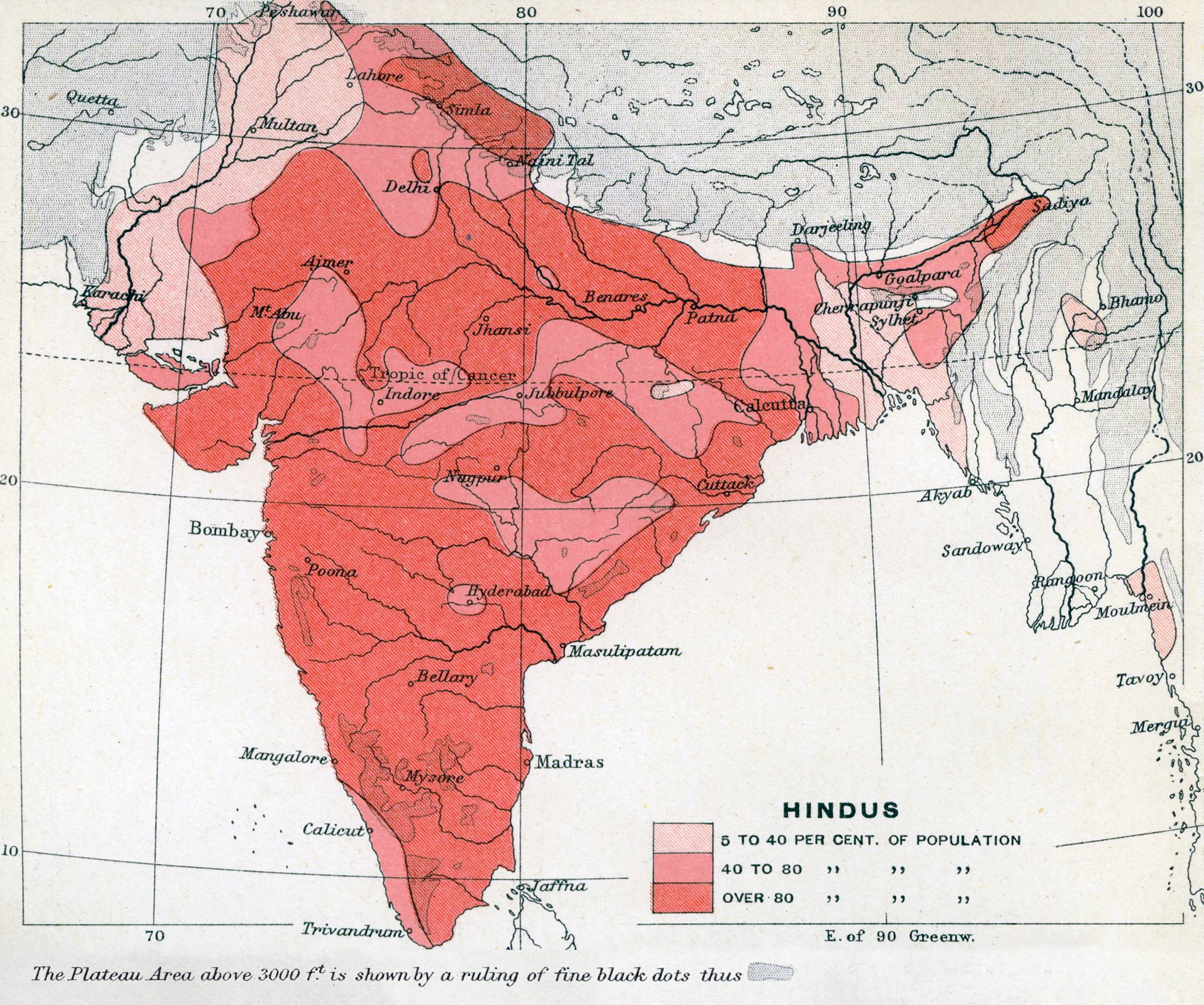
نسبة الهندوس في عام 1909.
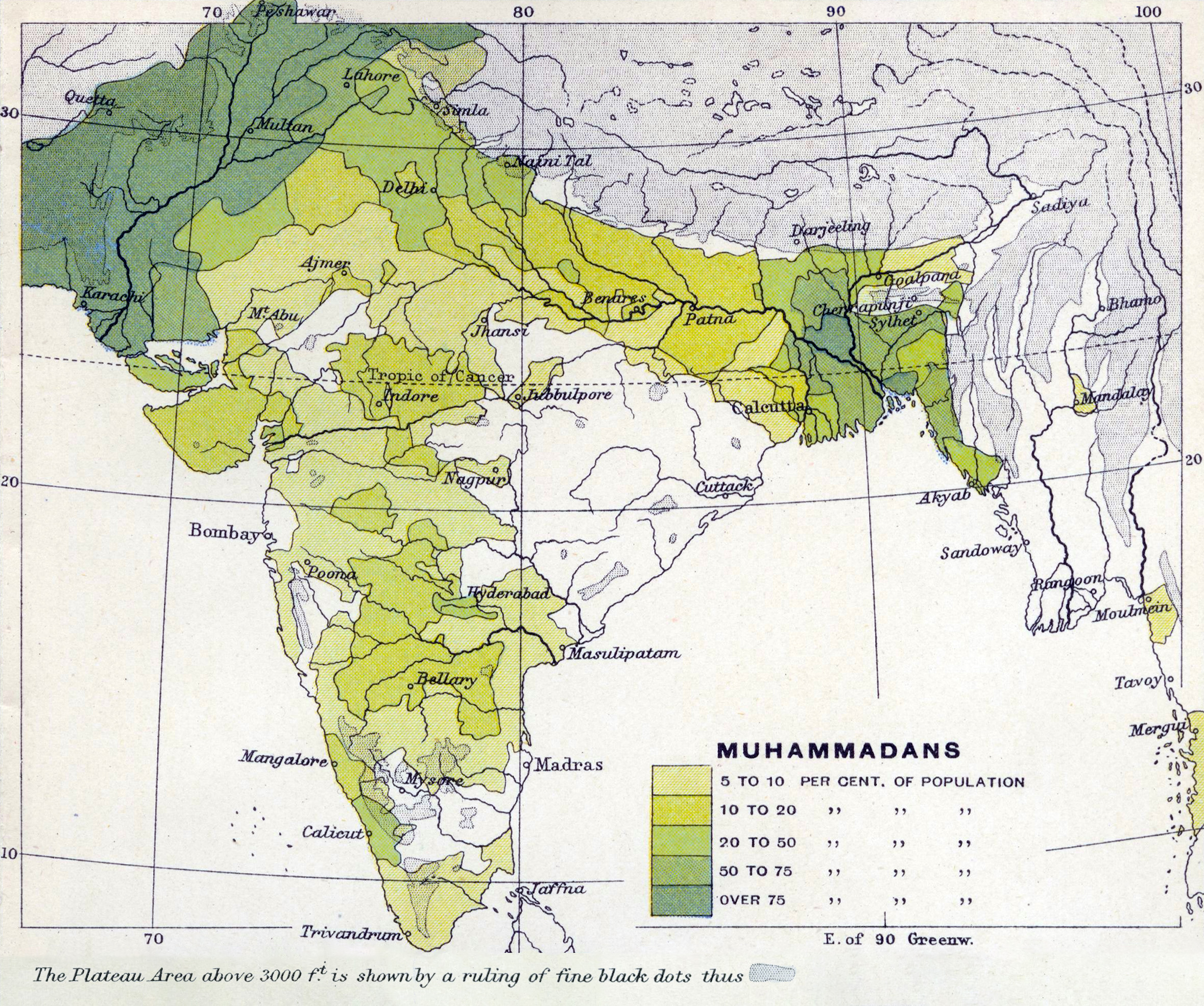
نسبة المسلمين في عام 1909.
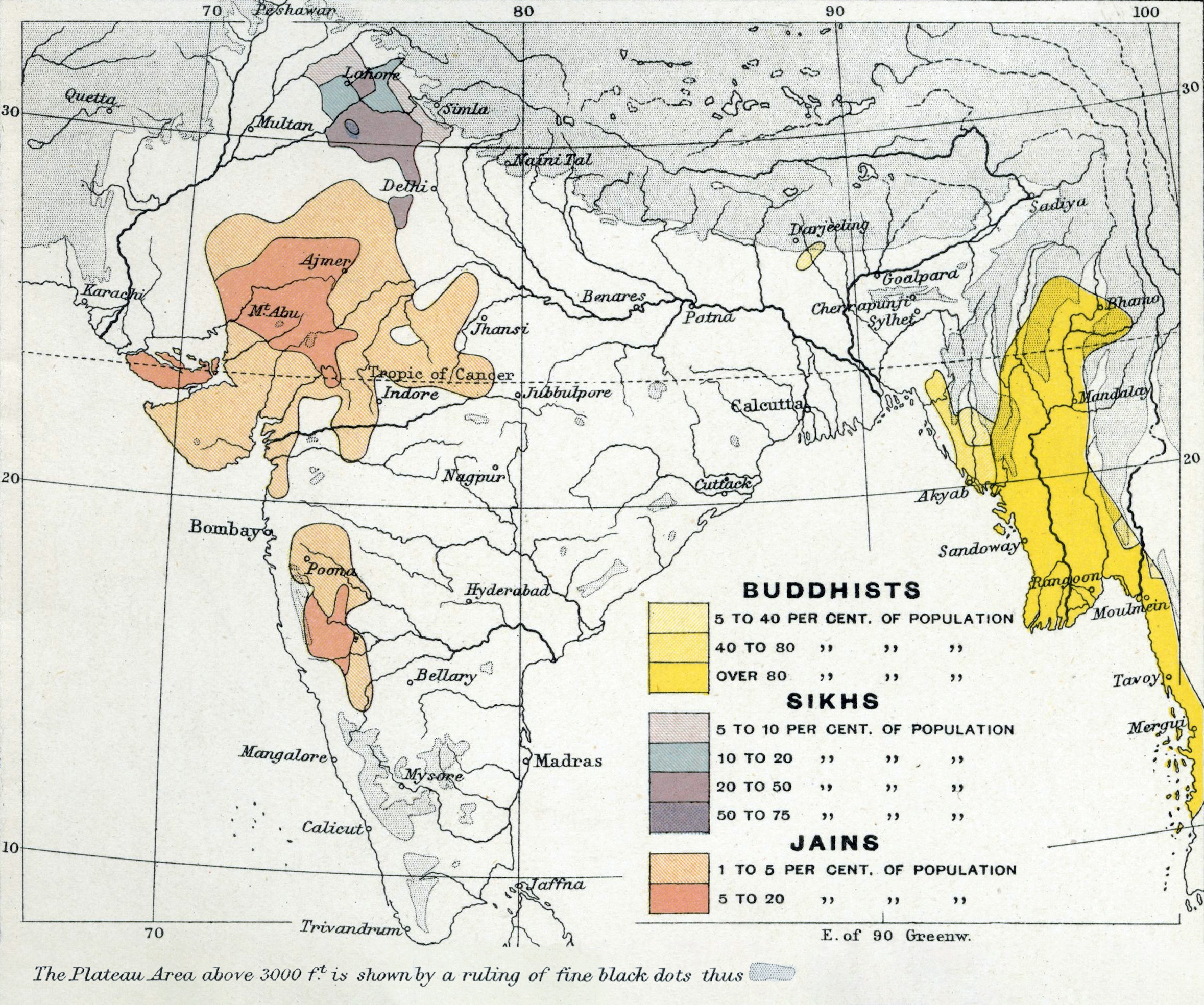
نسبة السيخ والبوذيين والجاينيين في عام 1909.

#### تقسيم البنغال: 1905
قسّم اللورد كرزون الحاكم العام رئاسة البنغال –أكبر قسم فرعي إداري في الهند البريطانية– في عام 1905 وقت ولايته الثانية إلى مقاطعة البنغال الشرقية وآسام ذات الأغلبية المسلمة ومقاطعة البنغال ذات الأغلبية الهندوسية (الولايات الهندية الحالية: البنغال الغربية وبهار وجهارخاند وأوديشا). فعل كرزون–الذي فكرت فيه إدارات استعمارية مختلفة منذ زمن اللورد وليام بينتينك، ولكن لم تُتخذ أي إجراءات بشأنه قط– يهدف إلى تحويل السياسة القومية قبل أي شيء آخر.
احتجت النخبة الهندوسية في البنغال بشدة، ومن بينهم العديد من أصحاب الأراض في شرق البنغال التي أُجّرت للفلاحين المسلمين. شعرت الطبقة الوسطى الهندوسية البنغالية الكبيرة (البادرالوك)، التي كانت مستاءة من احتمال أن يفوق عددُ البيهاريين والأورياين عددَ المواطنين البنغال في مقاطعة البنغال الجديدة، أن عمل كرزون كان عقابًا على اعتدادهم السياسي بأنفسهم. احتج السكان على التقسيم ودعموا حملة سواديشي («اشترِ البضاعة الهندية») ودعوا لمقاطعة البضائع البريطانية. استخدام المتظاهرون أيضًا على نحو متقطع العنف السياسي الذي شمل هجمات على المدنيين. لكن لم يكن العنف فعالًا، لأن معظم الهجمات المخططة إما أجهضها البريطانيون أو فشلت. كانت صيحة الاستنفار لكلا النوعين من الاحتجاجات (الاحتجاجات والمقاطعة) هي الشعار باندي ماتارام (بالبنغالية حرفيًا: «تحية إلى الأم»)، وهو عنوان أغنية كتبها بانكيم تشاندرا تشاترجي تستدعي الإلهة الأم التي دعمت البنغال والهند والإلهة الهندوسية كالي. انتشرت الاضطرابات من كلكتا إلى المناطق المحيطة بالبنغال حين عاد طلاب كلكتا الذين تعلموا الإنجليزية إلى قراهم وبلداتهم. زاد الغضب حتى أصبح الشباب يفجرون المباني العامة ونظّموا عمليات السطو المسلح واغتالوا المسؤولين البريطانيين. سرعان ما انتشر الغضب والشعار في جميع الهند لأن كلكتا كانت عاصمة الراج البريطاني.
تحركت النخبة المسلمة في الهند عام 1906 للقاء نائب الملك الجديد اللورد مينتو بعد الاحتجاجات الكبيرة في البنغال من الغالبية الهندوسية والمخاوف من الإصلاحات التي قد تصب فقط في صالح الأغلبية الهندوسية. طالبوا في اللقاء بنظام انتخابي منفصل للمسلمين وتمثيل سياسي يتناسب مع نسبتهم من إجمالي السكان. أدى التحرك إلى تأسيس رابطة مسلمي عموم الهند في دكا في ديسمبر 1906. على أن كرزون قد عاد إلى إنجلترا بعد استقالته بسبب خلاف مع قائده العسكري اللورد كتشنر إلا أن العصبة كانت تؤيد خطة التقسيم. تبلور موقف النخبة المسلمة، الذي انعكس في موقف الرابطة، تدريجيًا على مدى العقود الثلاثة الماضية، بدءًا من تعداد عام 1871 للهند البريطانية، والذي قدّر أولاً عدد السكان في المناطق ذات الأغلبية المسلمة. رغب كرزون في التودد لمسلمي البنغال الشرقية بعد فترات من القلق من البريطانيين منذ تعداد 1871 وفي ضوء تاريخ الحروب الطويل بين المسلمين الذين قاتلوا بريطانيا في تمرد عام 1857 والحرب الإنجليزية الأفغانية الثانية.[بحاجة لمصدر]
واجه القادة المسلمون في شمال الهند فترات متقطعة من العداء العام من بعض الجماعات السياسية والاجتماعية الهندوسية الناشئة في العقود الثلاثة التي تلت تعداد عام 1871. فمثلًا لم يقتصر دور حركة آريا ساماج على دعم حركة حماية الأبقار، بل قام أعضاؤها أيضًا - مذهولين بأعداد المسلمين التي كشفت عنها نتائج التعداد - بتنظيم فعاليات تهدف إلى إعادة المسلمين إلى الهندوسية. تصاعد قلق المسلمين في المقاطعات المتحدة في أواخر القرن التاسع عشر مع زيادة التمثيل السياسي للهندوس، فشهدت تلك الفترة تعبئة سياسية للهندوس في سياق الخلاف الهندي الأردي واندلاع أعمال شغب مناهضة لذبح الأبقار في عام 1893. زادت مخاوف المسلمين بحلول عام 1905 عندما حاول قادة مثل بال جانجادهار تيلاك ولالا لاجبات راي تعزيز نفوذهم في قيادة المؤتمر الوطني الهندي، بينما استخدم المؤتمر رموزًا دينية مثل الإلهة كالي في أنشطته. لاحظ المسلمون مثلًا أن شعار "باند ماتارام" الذي تبناه المؤتمر ظهر لأول مرة في رواية "أناندماث"، التي صوّرت الهندوس مناضلين ضد حكامهم المسلمين الظلمة. أخيرًا كانت النخبة المسلمة، ومنهم نواب دكا خواجة سليم الله الذي استضافوا الاجتماع الأول لرابطة مسلمي عموم الهند في قصره بشاهباج، تدرك أن إنشاء مقاطعة جديدة ذات أغلبية مسلمة سيعود بالنفع المباشر على المسلمين الطامحين لتحقيق نفوذ سياسي.

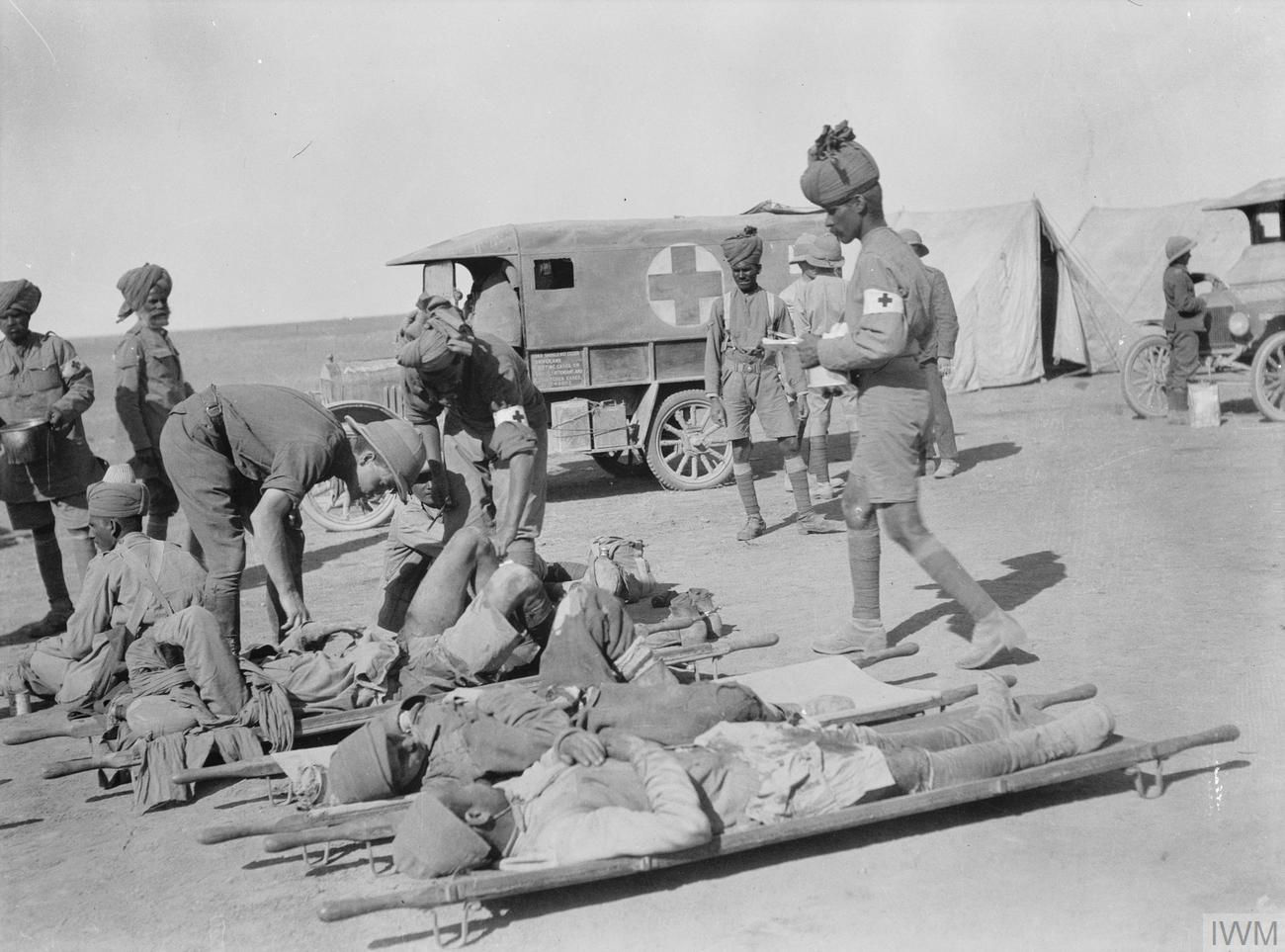
فرقة طبية هندية تعتني بالجنود الجرحى في قوة مشاة بلاد الرافدين في الحرب العالمية الأولى

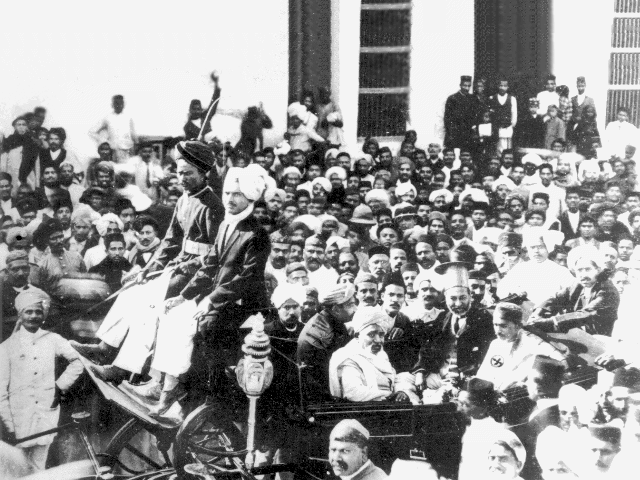
مهاتما غاندي (جالسًا في العربة على اليمين) تلقى ترحيبًا كبيرًا في كراتشي في عام 1916 بعد عودته إلى الهند من جنوب إفريقيا

#### الحرب العالمية الأولى، ميثاق لكناو: 1914–1918
كانت الحرب العالمية الأولى نقطة تحول في العلاقة الإمبريالية بين بريطانيا والهند. شارك في الحرب 1.4 مليون جندي هندي وبريطاني من الجيش الهندي البريطاني، وكان لمشاركتهم تداعيات ثقافي أوسع: فانتشرت أنباء عن الجنود الهنود الذين قاتلوا وماتوا مع الجنود البريطانيين وكذلك جنود من سيادات مثل كندا وأستراليا، في مختلف الصحف والراديو في مختلف أنحاء العام. ساهمت هذه المشاركة في تعزيز المكانة الدولية للهند التي نمت في عشرينيات القرن العشرين. كان من بين النتائج أن أصبحت الهند عضوًا مؤسسًا في عصبة الأمم عام 1920، وشارك باسم الهند البريطانية (بالفرنسية: Les Indes Anglaises) في دورة الألعاب الأولمبية الصيفية لعام 1920 في أنتويرب. أدى هذا التطور على الصعيد الداخلي وخاصة بين قادة المؤتمر الوطني الهندي إلى تصاعد الدعوات للمطالبة بمزيد من الحكم الذاتي للهند.
كانت جلسة لكناو للمؤتمر عام 1916 محطة مهمة شهدت تعاونًا غير متوقع بين المؤتمر الوطني الهندي ورابطة المسلمين، وجاء هذا التقارب في ظل ظروف فرضتها الشراكة الحربية بين ألمانيا والدولة العثمانية. نظرًا لأن السلطان العثماني كان يعتبر وصيًا على الأماكن المسلمة المقدسة في مكة المكرمة والمدينة المنورة القدس، ومع انخراط بريطانيا وحلفائها في حرب مع الدولة العثمانية تصاعدت الشكوك بين بعض المسلمين الهنود بشأن "الحياد الديني" للبريطانيين، هذه الشكوك التي كانت قد ظهرت منذ صدور قرار إعادة توحيد البنغال عام 1911 والذي اعتبره المسلمون خطوة معارضة لمصالحهم. تحالفت الرابطة مع المؤتمر في ميثاق لكناو لدعم مقترح قدمه بال جانجادهار تيلاك وأنصاره للمطالبة بمزيد من الحكم الذاتي للهند. وافق المؤتمر بالمقابل على مبدأ الانتخاب المنفصل للمسلمين في المجالس التشريعية الإقليمية والمجلس التشريعي الإمبراطوري. كانت الرابطة الإسلامية منظمة صغيرة نسبيًا في ذلك الوقت، إذ كان عدد أعضائها يتراوح بين 500 و800 عضو ولم ينتشر دعمها بين المسلمين الهنود. حتى في الرابطة نفسها لم يوافق كل أعضائها متفقين حول الميثاق، إذ قاد مفاوضاته بشكل أساسي أعضاء من "حزب الشباب" المسلمين في المقاطعات المتحدة أبرزهم الأخوان محمد وشوكت علي اللذان تبنيا قضية الوحدة الإسلامية العالمية. كما دعم الميثاق محام شاب من بومباي هو محمد علي جناح الذي سيصبح لاحقًا شخصية قيادية في الرابطة وحركة الاستقلال الهندية. ظهر في السنوات اللاحقة أن ميثاق لكناو أفاد بشكل أكبر النخب المسلمة في المقاطعات المتحدة وبهار، بينما لم يحقق نفس الفائدة للأغلبية المسلمة في البنجاب والبنغال. لكن في وقته اعتُبر ميثاق لكناو علامة بارزة في النضال القومي، ورآه البريطانيون تطور ذو أهمية كبيرة.

#### إصلاحات مونتاجو تشيلمسفورد: 1919
أصدر وزير الدولة لشؤون الهند مونتاجو، ونائب الملك اللورد تشيلمسفورد تقريرًا في يوليو 1918 بعد رحلة طويلة لتقصي الحقائق شملت مختلف أنحاء الهند في الشتاء السابق. صدر قانون حكومة الهند لعام 1919 (إصلاحات مونتاجو تشيلمسفورد) في ديسمبر من عام 1919، بعد مناقشة الحكومة والبرلمان البريطاني للتقرير السابق، وجولة أخرى أجرتها لجنة الامتياز لتحديد المؤهلين من السكان الهنود للتصويت في الانتخابات المستقبلية. تضمن القانون توسيع المجالس التشريعية الإقليمية والإمبراطورية وألغى اعتماد "الأغلبية الرسمية"، ونقل بعض الإدارات مثل الصحة العامة والتعليم وإيرادات الأراضي والحكم الذاتي المحلي إلى حكومات المقاطعات، مع بقاء إدارات مثل الدفاع والشؤون الخارجية والقانون الجنائي والاتصالات وضريبة الدخل تحت إدارة نائب الملك والحكومة المركزية في نيودلهي. كما أقر نظام جديد يُعرف بالدياركي لإدارة المقاطعات، فأصبحت بعض القطاعات مثل التعليم والزراعة وتطوير البنية التحتية والحكم الذاتي المحلي تحت إشراف الوزراء والهيئات التشريعية الهندية. أما القطاعات الأخرى مثل الري وعائدات الأراضي والشرطة والسجون والسيطرة على وسائل الإعلام فبقيت تحت إدارة الحاكم البريطاني ومجلسه التنفيذي. كما سهّل القانون دخول الهنود للخدمة المدنية وأن يصبحوا ضباط الجيش.
مُنح عدد أكبر من حق التصويت، ولكن لم يكن يشكل الناخبون سوى 10٪ من إجمالي السكان الذكور البالغين، وكثير منهم كانوا أميين. فرضت السلطات البريطانية سيطرتها في المجالس التشريعية الإقليمية عبر تخصيص مقاعد لمصالح خاصة، فمصلا مُنحت مقاعد إضافية للمرشحين من المناطق الريفية، الذين كانوا غالبًا أكثر تعاطفًا مع الحكم البريطاني وأقل ميلاً للمواجهة مقارنةً بنظرائهم في المناطق الحضرية. كما خصصت مقاعد لفئات معينة مثل غير البراهمة وملاك الأراضي ورجال الأعمال،وخريجي الجامعات. وجُدد التأكيد على مبدأ "التمثيل المجتمعي" الذي كان جزءًا من إصلاحات مينتو مورلي وميثاق لكناو بين المؤتمر والرابطة الإسلامية، فخُصصت مقاعد للمسلمين والسيخ والمسيحيين الهنود والهنود الإنجليز والأوروبيين المقيمين في المجالس التشريعية الإقليمية والإمبراطورية. منحت إصلاحات مونتاجو تشيلمسفورد فرصة غير مسبوقة للهنود للمشاركة في السلطة التشريعية خاصة على مستوى المقاطعات، إلا أن هذه الفرصة كانت محدودة بعدة عوامل منها عدد الناخبين القليل المؤهلين والميزانيات المتواضعة المتاحة للهيئات التشريعية الإقليمية والمقاعد الريفية والمقاعد ذات المصالح الخاصة التي استُخدمت كأدوات للحفاظ على السيطرة البريطانية.

#### مقدمة لنظرية الدولتين: 1924
نظرية الدولتين هي أيديولوجية تعتقد أن الدين هو الأساس للتميز بين سكان الهند مسلم في شبه القارة الهندية متميزين ثقافيًا وتاريخيًا، وبالتالي الهنود الهندوس والمسلمين أمتان منفصلتان بغض النظر عن القواسم المشتركة بينها. يرى بعض السياسيين المسلمين في النظرية وسيلة للحفاظ على الهوية الثقافية للمسلمين بالهند، بينما استغلها آخرون لضمان مصالحهم السياسية أو حمايتها بعد الاستقلال. كانت نظرية الدولتين المبدأ التأسيسي للحركة الباكستانية (أي أيديولوجية باكستان كدولة قومية مسلمة في جنوب آسيا) وتقسيم الهند.

كان زعيم المهاسابها الهندوسي لالا لاجبات راي من أوائل الأشخاص الذين طالبوا بتقسيم الهند من قبل السكان المسلمين وغير المسلمين. كتب في تريبيون في 14 ديسمبر 1924:
بموجب مخططي، سيكون للمسلمين أربع دول إسلامية: (1) مقاطعة باثان أو الحدود الشمالية الغربية. (2) البنجاب الغربي (3) السند و (4) البنغال الشرقية. إذا كانت هناك مجتمعات مسلمة صغيرة في أي جزء آخر من الهند، كبيرة بما يكفي لتشكيل مقاطعة فيجب تشكيلها. لكن يجب أن يكون مفهوما بوضوح أن هذه ليست الهند الموحدة. إنه يعني تقسيمًا واضحًا للهند إلى هند مسلمة وهند غير مسلمة.
كما تبنت أيديولوجية هندوتفا التي أسسها فيناياك دامودار سافاركار زعيم الماهاسابها الهندوسية تصورًا أوليًا لنظرية الدولتين منذ عشرينيات القرن العشرين. صرح سافاركار في دورة الماهاسابها الهندوسية عام 1937 في أحمد أباد بأن "هناك أمتان رئيسيتان في الهند: الهندوس والمسلمون". النظرية هي مصدر إلهام للعديد من الجماعات القومية الهندوسية التي تستخدمها لأغراض مختلفة، مثل وصف المسلمين الهنود بأنهم أجانب أو مواطنين من الدرجة الثانية أو المطالبة بطرد المسلمين من الهند والدعوة لإنشاء دولة هندوسية وفرض قيود على اعتناق الإسلام وتشجيع دعوة المسلمين لاعتناق الهندوسية.
اعتقد محمد علي جناح بهذا المفهوم في عام 1940، معتبرًا أن الدين هو أساس هوية مسلمي الهند، وأن ظهور الفكرة يمثل وعي المسلمين بضرورة إنشاء باكستان. لكن رفض جناح فكرة تقسيم البنجاب والبنغال ودعا لدمج هاتين المنطقتين في باكستان دون تهجير سكانهما من الهندوس والسيخ.

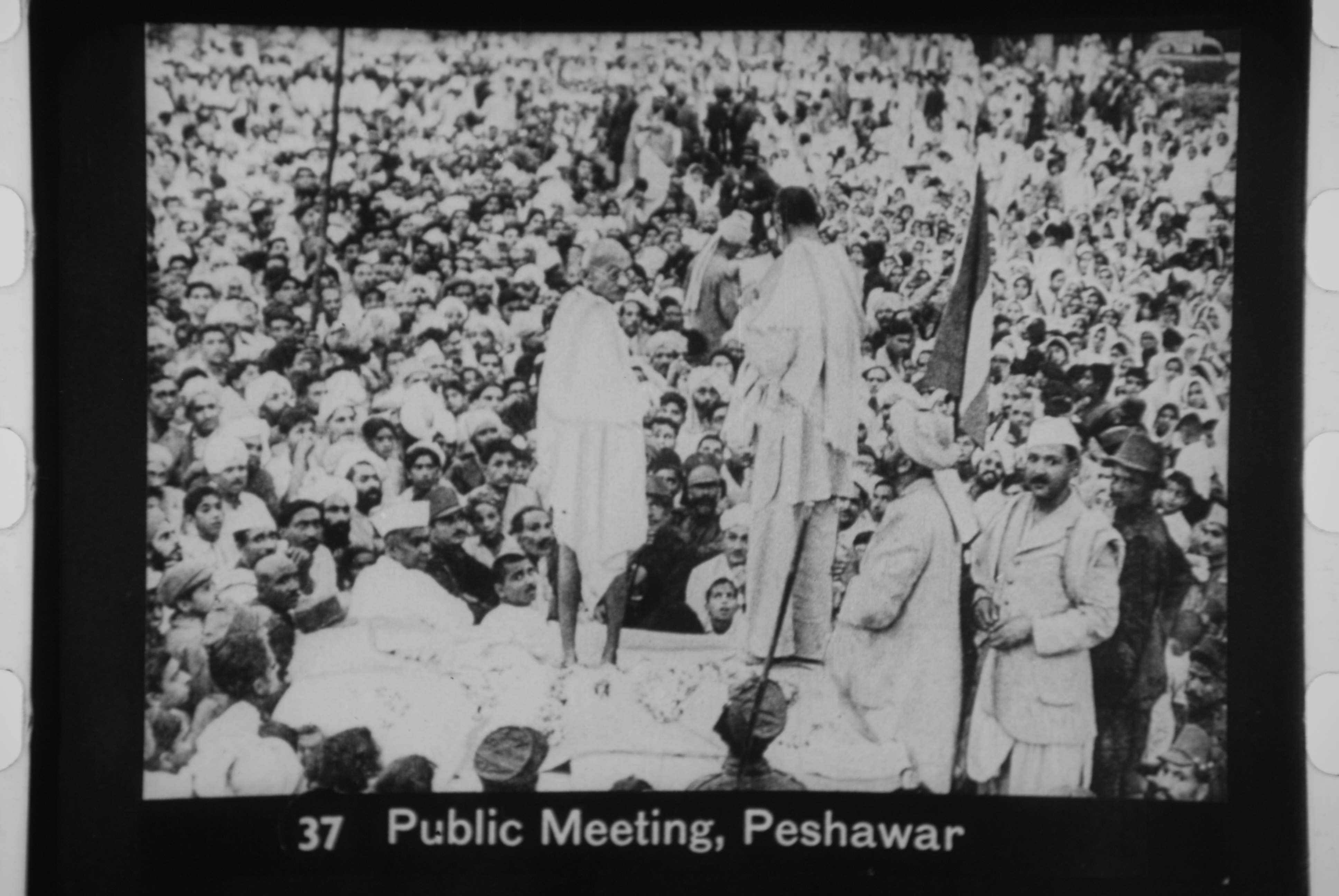
غاندي وعبد الغفار خان في مسيرة مؤيدة للاستقلال في بيشاور عام 1938

هناك تفسيرات متباينة لنظرية الدولتين، تعتمد على ما إذا كان من الممكن أن يتعايش الهندوس والمسلمون في منطقة واحدة أم لا، مما يؤدي إلى نتائج متباينة. أحد التفسيرات يدعو إلى حكم ذاتي سيادي للمناطق ذات الأغلبية المسلمة في شبه القارة الهندية لها الحق في الانفصال، دون نقل السكان مما يعني أن الهندوس والمسلمين سيعيشان معًا. هناك تفسير مختلف يؤكد أن الهندوس والمسلمين يعتبران «طريقين مختلفتين ومتضادتين في كثير من جوانب الحياة، وبالتالي لا يمكن أن يتعايشوا في أمة واحدة». في هذا التفسير كان نقل السكان (أي نقل كل الهندوس من المناطق ذات الأغلبية المسلمة ونقل كل المسلمين من المناطق ذات الأغلبية الهندوسية) خطوة مرغوبة نحو الفصل التام بين دولتين متعارضتين «لا يمكن أن تتعايشا معا».
جاءت معارضة نظرية الدولتين من مفهومين رئيسيين. الأول هو مفهوم الأمة الهندية الواحدة، فيُعتبر الهندوس والمسلمون مجتمعين مترابطين، وهو المبدأ الذي قامت عليه جمهورية الهند العلمانية الحديثة. استمر الجدل حتى بعد تأسيس باكستان حول ما إذا كان المسلمون والهندوس أمتين منفصلتين في باكستان أيضًا. المفهوم الثاني هو الاعتقاد بأن الهنود ليسوا أمة واحدة وأنه لا الهندوس ولا المسلمون في شبه القارة الهندية يمثلون أمة موحدة، بل أن المجموعات الإقليمية المتجانسة نسبيًا في شبه القارة هي الأمم الحقيقية، وقد تبنى هذا الرأي كل من البلوش والسنديون والبشتون في باكستان وكذلك القومية الآسامية والبنجابية في الهند.

#### الوطن المسلم، انتخابات مجالس المحافظات: 1930-1938

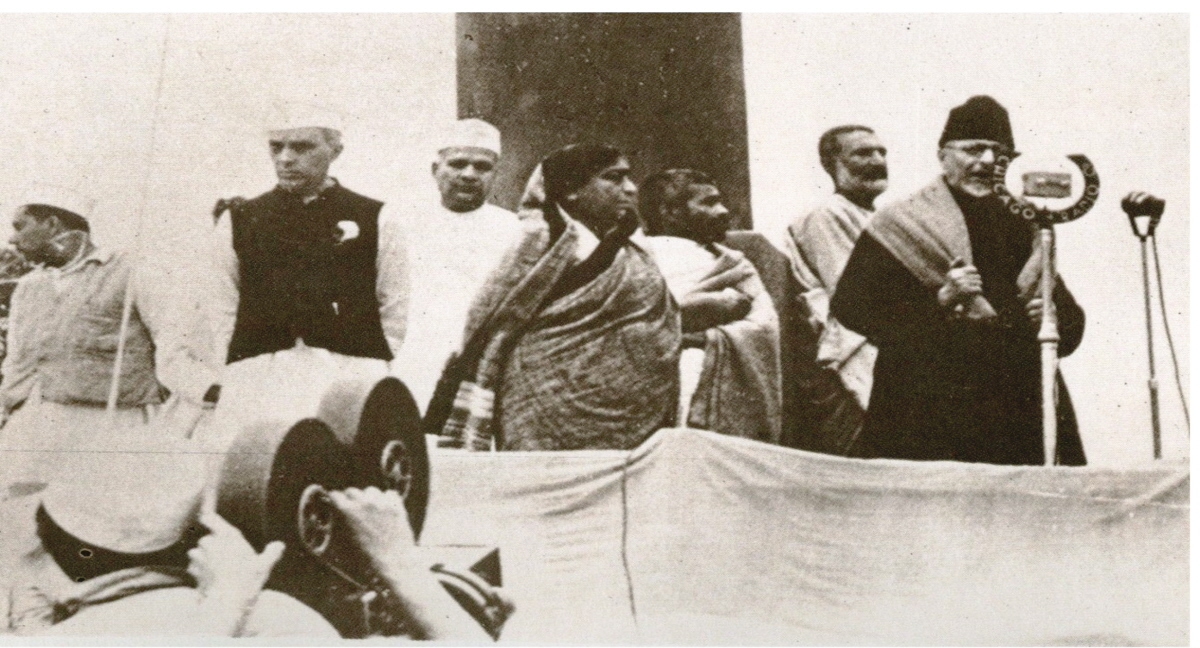
جواهر لال نهرو، ساروجيني نايدو، خان عبد الغفار خان، ومولانا آزاد في جلسة رامجاره للكونغرس عام 1940 والتي انتخب فيها آزاد رئيسًا للمرة الثانية

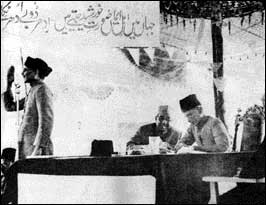
تشودري خاليك زمان (يسار) يثني على قرار لاهور لعام 1940 لرابطة مسلمي عموم الهند برئاسة جناح (يمين) ولياقت علي خان

نشر شودري رحمت علي كتيبًا بعنوان الآن أو أبدًا في عام 1933، صاغ فيه لأول مرة مصطلح باكستان التي تعني أرض الأطهار، والمكونة من البنجاب ومقاطعة الحدود الشمالية الغربية (أفغانستان) وكشمير والسند وبلوشستان. لم يحظَ المصطلح باهتمام سياسي كبير في ذلك الوقت. أبدى وفد مسلم إلى اللجنة البرلمانية للإصلاحات الدستورية الهندية اهتمامًا عابرًا بالفكرة، لكنها وصفت "بالخيال وغير العملية".
أقر قانون حكومة الهند لعام 1935 الحكم الذاتي الإقليمي، مما وسع قاعدة الناخبين في الهند إلى 35 مليون شخص. والأهم من ذلك نقل القانون مسؤوليات قضايا القانون والنظام من السلطة البريطانية إلى حكومات المقاطعات الهندية، مما أثار مخاوف المسلمين من الهيمنة الهندوسية عليهم.
حققت الرابطة الإسلامية في انتخابات المقاطعات الهندية لعام 1937 أفضل نتائجها في المقاطعات ذات الأقلية المسلمة، ففازت بـ 29 مقعدًا من أصل 64 مقعدًا مخصصًا للمسلمين في المقاطعات المتحدة. لكن فازت الأحزاب الإقليمية بمقاعد أكثر من الرابطة في المناطق ذات الأغلبية المسلمة مثل البنجاب والبنغال. فقد فاز عليها في البنجاب الحزب الوحدوي بقيادة إسكندر حياة خان وشكل حكومة بدعم من المؤتمر الوطني الهندي وحزب شيروماني أكالي دال. اضطرت الرابطة لتقاسم السلطة في البنغال مع ائتلاف بقيادة أبو القاسم فضل الحق زعيم حزب كريشاك براجا.
تمكن المؤتمر الوطني الهندي من تحقيق فوز كبير في انتخابات مجالس المقاطعات ففاز ب 716 مقعد من أصل 1585 مقعد، وشكل حكومات 7 من أصل 11 مقاطعة في الهند البريطانية. أكد المؤتمر في بيانه أن القضايا الاقتصادية والاجتماعية كانت أكثر أهمية للجماهير من القضايا الدينية. لكن أظهرت الانتخابات محدودية نفوذه بين المسلمين، ففقد تنافس حزب المؤتمر على 58 مقعد من إجمالي 482 مقعدًا مخصصًا للمسلمين ولم يفز إلا بـ26 مقعدًا فقط. عرف حزب المؤتمر على الرابطة الإسلامية تقاسم السلطة في المقاطعات المتحدة التي فاز بها بشرط تخليها عن مبدأ أنها الممثل الوحيد للمسلمين وهو ما رفضته الرابطة. أدى هذا الموقف إلى تعميق الفجوة بين المؤتمر والجماهير المسلمة، وزاد من هذه الفجوة إصدار حكومة المقاطعات المتحدة الجديدة قوانين مثل حماية الأبقار واعتماد اللغة الهندية.
أجرت الرابطة الإسلامية تحقيقات حول أوضاع المسلمين في المقاطعات التي يحكمها المؤتمر. كشفت نتائج هذه التحقيقات عن زيادة الخوف بين المسلمين من احتمال تعرضهم للتهميش والظلم في ظل هيمنة الأغلبية الهندوسية. ترسخت فكرة أن المسلمين قد يُعاملون بشكل غير عادل في الهند المستقلة التي يحكمها المؤتمر، وأصبحت هذه المخاوف أحد مواضيع من الخطاب العام بين المسلمين.

### أثناء وبعد الحرب العالمية الثانية (1939-1947)
مع اندلاع الحرب العالمية الثانية في عام 1939، أعلن اللورد لينليثجو، نائب الملك في الهند، دخول الهند للحرب نيابة عن التاج البريطاني دون التشاور مع القادة الهنود. أثار هذا القرار غضب المؤتمر الوطني الهندي، واستقالت وزاراته الإقليمية احتجاجًا على ذلك. بينما تبنت الرابطة الإسلامية موقفًا مختلفًا، إذ نظمت احتفالات "يوم الخلاص" للاحتفال بالتحرر من هيمنة المؤتمر، وساندت بريطانيا في جهودها الحربية. عندما اجتمع لينليثجو مع القادة القوميين عامل جناح بنفس المعاملة التي خص بها غاندي، وبعد ذلك بشهر وصف لينليثجو المؤتمر الوطني الهندي بأنه "منظمة هندوسية"، مما عزز مكانة جناح والرابطة بأنهم صوت المسلمين.
ألقى محمد علي جناح في مارس 1940، في الدورة السنوية للرابطة الإسلامية التي استمرت ثلاثة أيام في لاهور، خطابًا باللغة الإنجليزية استمر ساعتين قدم فيه أطروحة "نظرية الأمتين". أوضح فيه وفقًا للمؤرخين تالبوت وسينغ أن "المسلمين والهندوس مجتمعين دينيين متمايزين لا يمكن التوفيق بينهما، وبالتالي لا يمكن فرض أي تسوية لا تلبي تطلعات المسلمين". أصدرت الرابطة الإسلامية قرار لاهور الذي أصبح يُعرف لاحقًا بـ "قرار باكستان" في ختام الدورة. نص القرار على "تكوين دولة مستقلة تتمتع كل وحدة مكونة فيها بالاستقلال والسيادة من المناطق ذات الأغلبية المسلمة وهي المناطق الشمالية الغربية والشرقية من الهند". على أن الرابطة الإسلامية تأسست قبل الإعلان بأكثر من ثلاثة عقود، إلا أنها لم تحظَ بدعم واسع بين مسلمي جنوب آسيا إلا خلال الحرب العالمية الثانية.

#### عرض أغسطس ومهمة كريبس: 1940-1942
اقترح اللورد لينليثجو في أغسطس 1940 منح الهند وضع دومينيون بعد الحرب. لم يأخذ لينليثجو فكرة "باكستان" بجدية، واعتقد أن مطلب جناح يتمثل في ترتيب غير فيدرالي يضمن عدم وقوع المسلمين تحت هيمنة هندوسية. كان «عرض أغسطس» مصحوبًا بوعد بأن الدستور المستقبلي سيأخذ في الاعتبار آراء الأقليات وذلك لتهدئة مخاوف المسلمين. لم يُرضِ هذا العرض أيًا من المؤتمر الوطني الهندي أو الرابطة الإسلامية ورفضه الطرفان في سبتمبر، وأعاد المؤتمر إطلاق برنامج العصيان المدني.
أرسل رئيس الوزراء البريطاني ونستون تشرشل زعيم مجلس العموم السير ستافورد كريبس إلى الهند في مارس 1942 يقترح فيه منح الهند وضع دومينيون بعد الحرب مقابل دعم المؤتمر للمجهود الحربي، حدث ذلك بعد احتلال القوات اليابانية لشبه جزيرة الملايو بعد سقوط سنغافورة، ومع تزايد الدعم الأمريكي لاستقلال الهند. تضمن العرض شرطًا يمنح أي منطقة في الإمبراطورية الهندية البريطانية حرية عدم الانضمام إلى الدولة الموحدة المستقبلية وذلك لضمان رضا حلفاء بريطانيا بالهند مثل الرابطة الإسلامية والوحدويين في البنجاب والأمراء. رفضت الرابطة الإسلامية العرض معتبرة أن هذا الشرط لا يلبي مطلبها الأساسي المتمثل في إقامة دولة باكستان. كما رفض المؤتمر العرض أيضًا، لأنه رأى نفسه الممثل الشرعي لجميع الهنود بمختلف دياناتهم منذ تأسيسه عام 1885 من مجموعة من المحامين المثقفين. تحول المؤتمر إلى حركة قومية جماهيرية شملت ملايين الهنود بعد شهرة المهاتما غاندي عام 1920.

#### حركة اتركوا الهند
أطلق المؤتمر الوطني الهندي حملة "اتركوا الهند" في أغسطس 1942 وطالبوا بإجراء تغييرات دستورية جذرية، وهو ما اعتبره البريطانيون أخطر تهديد لحكمهم منذ التمرد الهندي عام 1857. في ظل انشغالهم بالحرب العالمية الثانية واستنزاف مواردهم، رد البريطانيون بسرعة وحزم فاعتقلوا قادة المؤتمر حتى أغسطس 1945. استغلت الرابطة الإسلامية الفراغ السياسي في تلك الفترة، واستفادت من الحرية التي أُتيحت لها لنشر رسالتها. نمت الرابطة الإسلامية بقوة أثناء الحرب العالمية، ووصف جناح هذه الظروف بأنها "نعمة" رغم أنه لم يرحب بالحرب.
بدأ البريطانيون في تلك الفترة ينظرون للرابطة الإسلامية بأنها الممثل الرئيسي للمسلمين في الهند، على وجود قادة مسلمين وطنيين بارزين آخرين مثل أبو الكلام آزاد زعيم المؤتمر وسياسيين إقليميين مؤثرين مثل أبو القاسم فضل الحق من حزب كريشاك براجا اليساري في البنغال وإسكندر حياة خان من الحزب الوحدوي في البنجاب وعبد الغفار خان من حزب خدي خدمتغار الموالي للمؤتمر في مقاطعة الحدود الشمالية الغربية. أصبحت الرابطة الإسلامية في مواجهة مباشرة مع كل من البريطانيين والمؤتمر الوطني الهندي بسبب مطلب إنشاء دولة باكستان.

#### فوز حزب العمال في انتخابات المملكة المتحدة، قرار إنهاء الاستعمار:1945
فاز حزب العمال في الانتخابات العامة بالمملكة المتحدة عام 1945، وتولى كليمنت أتلي رئاسة الحكومة. كان العديد من أعضاء الحكومة الجديدة ومنهم أتلي نفسه يسعون لإنهاء الاستعمار في الهند، بسبب استنزاف الخزانة البريطانية جراء الحرب العالمية الثانية وعدم وجود حماس شعبي للمشاركة في مغامرات استعمارية مكلفة وبعيدة، فقررت الحكومة البريطانية في أواخر عام 1945 إنهاء الحكم البريطاني في الهند. أعلنت في أوائل عام 1947 نيتها عن نقل السلطة للهنود بحلول يونيو 1948 بأقصى تقدير. أوضح أتلي في مذكراته أنه تحرك بسرعة لمنح الحكم الذاتي للهند، لأنه توقع تصاعد المعارضة للحكم الاستعماري في آسيا بعد الحرب سواء من الحركات القومية أو من الولايات المتحدة. كما أن وزير خزانته كان يخشى أن بريطانيا ما بعد الحرب لم تعد قادرة على الحفاظ على إمبراطورية واسعة النطاق.

#### انتخابات المقاطعات الهندية: 1946

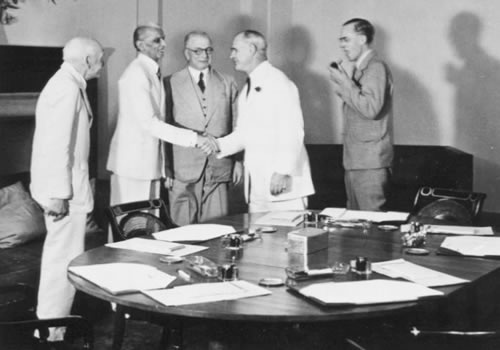
أعضاء اجتماع بعثة مجلس الوزراء إلى الهند 1946 محمد علي جناح في أقصى اليسار واللورد بيثيك لورانس في أقصى اليمين والسير ستافورد كريبس.

أُرسلت بعثة وزارية إلى الهند بقيادة وزير الدولة لشؤون الهند اللورد بيثيك لورانس وضمّت السير ستافورد كريبس الذي كان قد زار الهند قبل أربع سنوات. كان الهدف من هذه البعثة الترتيب لانتقال منظم للسلطة. اندلعت حركات تمرد في صفوف القوات المسلحة في فبراير 1946، بدأت بالجنود البريطانيين في سلاح الجو الملكي الذين احبطوا من بطء عودتهم لبريطانيا. لكن لم تتحول هذه التمردات إلى ثورات كبيرة.
أجريت انتخابات جديدة في الهند في أوائل عام 1946، وتزامنت مع محاكمة ثلاثة من كبار ضباط الجيش الوطني الهندي المهزوم بقيادة سوبهاش تشاندرا بوز وهم شاه نواز خان وبريم ساهغال وجوروباكش سينغ ديلون الذين اتهموا بالخيانة. لم يدعم المؤتمر كبار الضباط هؤلاء في البداية، ثم قرر الدفاع عن الضباط المتهمين ونجح في إنقاذهم.
فقد الحكم البريطاني شرعيته بالنسبة لمعظم الهندوس، وجاء الدليل القاطع على ذلك في نتائج انتخابات عام 1946. فاز المؤتمر بنسبة 91% من الأصوات في الدوائر الانتخابية غير المسلمة، وبذلك حصل على أغلبية في المجلس التشريعي المركزي وشكل حكومات ثماني مقاطعات وأصبح الخليفة الشرعي للحكومة البريطانية لمعظم الهندوس. وفي حال كان البريطانيون يعتزمون الاستمرار في حكم الهند، كانت هذه الانتخابات قد أظهرت أن السياسيين الهنود لن يذعنوا للحكم البريطاني أصبح موضع شك، حتى وإن كان الريفيون ربما يقبلون به في ذلك الوقت. فازت الرابطة الإسلامية بأغلبية أصوات المسلمين ومعظم مقاعد المسلمين المحجوزة في مجالس المقاطعات كما حصلت على جميع مقاعد المسلمين في المجلس المركزي.

#### مهمة مجلس الوزراء: يوليو 1946
أثبت الرابطة الإسلامية أخيرًا من نتائج انتخابات 1947 أنها تمثل مسلمي الهند، وهو ما فسره جناح بأنه مطلب شعبي لوطن منفصل. تصاعدت التوترات السياسية عندما لم تشكل الرابطة سوى وزارة مقاطعاتي السند والبنغال، بينما شكل المؤتمر وزارة المقاطعة الحدودية الشمالية الغربية وحكم مقاطعة البنجاب وزارة ائتلافية تضم المؤتمر والسيخ والوحدويين.
رفض البريطانيين فكرة إنشاء وطن إسلامي منفصل إلا أنهم أدركوا أن الرابطة الإسلامية هي صوت مسلمي الهند. كانت بريطانيا تأمل في ألا تنقسم على الهند وجيشها ويبقوا متحدين لضمان استمرارية «الدفاع الإمبراطوري». اقترحت بريطانيا خطة مهمة مجلس الوزراء مع حالة عدم قدرة الأحزاب السياسية الهندية على التوصل إلى اتفاق، كانت الخطة تهدف إلى بقاء الهند متحدة وهو مطلب البريطانيين والمؤتمر، وفي الوقت نفسه تأمين جزء من مطلب جناح بشأن باكستان عبر «التجمعات». تضمن مخطط بعثة مجلس الوزراء ترتيبًا اتحاديًا مكونًا من ثلاث مجموعات من المقاطعات: اثنتان ذات أغلبية مسلمة والثالثة هي المجموعات ذات أغلبية هندوسية. ستكون المقاطعات مستقلة لكن أمور الدفاع والشؤون الخارجية والاتصالات ستكون من مهام الحكومة المركزية. قبلت الرابط الإسلامية الخطة رغم أنها لن تؤدِ إلى إنشاء باكستان. بينما اعتقد قادة المؤتمر وخاصة جواهر لال نهرو أن الخطة ستضعف حكومة الهند الموحدة. ألقى نهرو «خطابًا استفزازيًا» في 10 يوليو 1946 رفض فيه فكرة تجميع المقاطعات و«نسف» خطة مهمة مجلس الوزراء واحتمال قيام دولة الهند الموحدة.

#### يوم الحراك المباشر: أغسطس 1946
عقد محمد علي جناح بعد رفض المؤتمر لخطة بعثة مجلس الوزراء مؤتمراً صحفياً في منزله في بومباي، أعلن فيه أن الرابطة الإسلامية "تستعد لبدء نضال" وأنهم "وضعوا خطة". وأوضح أنه إذا لم يُمنح المسلمون دولة مستقلة (باكستان)، فإنهم سيتخذون خطوة "الحراك المباشر". وعندما سُئل عن تفاصيل هذه الخطوة أجاب جناح: "اذهبوا إلى المؤتمر وسألوا عن خططهم. لماذا تتوقعون مني أن أجلس بلا حراك؟ سأسبب المتاعب أيضًا". أعلن جناح في اليوم التالي أن 16 أغسطس 1946 سيكون "يوم الحراك المباشر" وحذر حزب المؤتمر قائلاً: "نحن لا نريد الحرب. ولكن إذا أردتم الحرب، فنحن مستعدون لقبول عرضكم دون تردد. سيكون لدينا إما هند مقسمة أو هند مدمرة".
ذكر إتش في هودسون في كتابه الانقسام العظيم: أن الرابطة الإسلامية دعت مسلمي كل الهند للمشاركة في يوم 16 أغسطس وم الحراك المباشر. كان من المقرر في ذلك اليوم عقد اجتماعات في مختلف أنحاء البلاد لشرح قرار الرابطة. مرت الاجتماعات والمسيرات - كما كان واضحًا من نية قادة الرابطة - بسلام دون أن تتجاوز الاضطرابات العادية والمحدودة، باستثناء حدث واحد كبير ومأساوي... وقعه كان أكبر بكثير مما كان يمكن أن يتوقعه أي أحد".
تجمعت عصابات مسلمة مسلحة في صباح يوم 16 عند نصب أوكتيرلوني التذكاري في كلكتا للاستماع إلى حسين شهيد السهروردي رئيس وزراء البنغال، الذي على حد تعبير المؤرخة ياسمين خان «إذا لم يحرض صراحة على العنف فمن المؤكد أنه أعطى الحشد انطباعًا بأنهم يستطيعون التصرف والإفلات من العقاب، وأن الشرطة أو الجيش لن يتدخلوا وأن الحكومة ستغض الطرف عن أي أعمال يجرونه في المدينة». هوجم هندوس كلكتا في ذلك المساء من قبل العصابات المسلمة التي كانت تحمل كتيبات وزعت سابقًا تشير إلى ارتباط بين العنف والمطالبة بباكستان، وأدى ذلك إلى اندلاع أعمال عنف طائفية عرفت لاحقًا باسم مذبحة كلكتا الكبرى في أغسطس 1946». رد الهندوس في اليوم التالي، واستمر العنف لمدة ثلاثة أيام قُتل خلالها حوالي 4000 شخص (وفقًا للروايات الرسمية) من الهندوس والمسلمين. رغم أن أعمال العنف الطائفي كانت قد حدثت من قبل في الهند، إلا أن مذبحة كلكتا كانت الأولى التي تشهد مظاهر التطهير العرقي، فاستُهدِفَت المنازل والنساء والأطفال.
امتد العنف الطائفي إلى بهار (حيث هاجم الهندوس المسلمين) وإلى نواخالي في البنغال (حيث استهدف المسلمون الهندوس) وإلى جارهموكتيشوار في المقاطعات المتحدة (حيث هاجم الهندوس المسلمين) ثم إلى روالبندي في مارس 1947 حيث طرد وهاجم المسلمين الهندوس والسيخ.

#### مخطط التقسيم: 1946-1947
اقترح رئيس الرابطة الهندية فينجاليل كريشنا مينون أن يكون لويس مونتباتن نائب الملك، وذلك في اجتماعات سرية مع السير ستافورد كريبس وكليمنت أتلي. عين رئيس الوزراء أتلي اللورد لويس مونتباتن ليصبح آخر نائب للملك في الهند، ووكَّله بمهمة الإشراف على استقلال الهند البريطانية بحلول 30 يونيو 1948. كان عليه أن يحقق هذا الهدف مع تعليمات بتجنب التقسيم والحفاظ على وحدة الهند، ومنح سلطات مرنة لضمان الانسحاب البريطاني بأقل قدر من الفوضى. كان مونتباتن يأمل في إحياء خطة بعثة مجلس الوزراء التي تقترح ترتيبًا فيدراليًا للهند، إلا أن التوترات الطائفية المتزايدة دفعته إلى استنتاج أن التقسيم أصبح أمرًا ضروريًا لتحقيق انتقال أسرع للسلطة.

#### اقتراح قانون الاستقلال الهندي
عندما اقترح اللورد مونتباتن الخطة رسميًا في 3 يونيو 1947، وافق باتيل وضغط على نهرو وقادة المؤتمر الآخرين لقبول الاقتراح. تناقش باتيل مع غاندي الذي كان رافضًا لأي مقترح للتقسيم، ذكر فيها باتيل استحالة وجود تحالف عملي بين حزب المؤتمر والرابطة الإسلامية، مع تصاعد العنف والتهديد بالحرب الأهلية. وفي اجتماع لجنة مؤتمر عموم الهند الذي دُعي للتصويت على الاقتراح، قال باتيل:
إنني أقدر تمامًا مخاوف إخواننا من [المناطق ذات الأغلبية المسلمة]. لا أحد يحب تقسيم الهند وقلبي مثقل بهذا. لكن الخيار الآن هو بين تقسيم واحد وعدة تقسيمات. يجب أن نواجه الحقائق. لا يمكننا السماح للعاطفة بأن تحكم قراراتنا. لم تتصرف لجنة العمل بدافع الخوف. لكنني أخشى شيئًا واحدًا، وهو أن كل كدحنا وعملنا الشاق خلال هذه السنوات العديدة قد يضيع. لقد أصابتني الأشهر التسعة في المنصب بخيبة أمل تمامًا فيما يتعلق بالمزايا المفترضة لخطة مهمة مجلس الوزراء. فيما عدا بعض استثناءات الشريفة القليلة فإن المسؤولين المسلمين أعلاهم وأسفلهم يعملون شابرايس (عامل السخرة أو خد) للرابطة الإسلامية. كان حق النقض الجماعي الممنوح للعصبة في خطة البعثة سيعيق تقدم الهند في كل مرحلة. سواء أحببنا ذلك أم لا، فإن باكستان بالفعل موجودة في البنجاب والبنغال. في ظل هذه الظروف، أفضل وجود باكستان بحكم القانون وهو الأمر الذي قد يجعل العصبة أكثر مسؤولية. الحرية قادمة. ولدينا 75 إلى 80 في المائة من الهند التي يمكننا أن نجعلها قوية بفضل عبقريتنا. ويمكن للعصبة أن تطور ما تبقى من البلاد.
استمر رفض غاندي ووافق المؤتمر على الخطة، مثل كل من باتيل وراجندرا براساد وسي راجاغوبالاشاري المؤتمر في مجلس التقسيم ومثل جناح ولياقات علي خان وعبد الرب نشتر الرابطة الإسلامية.

#### خط رادكليف
وافق القادة القوميون، نهرو وباتيل وجيه بي كريباليني نيابة عن المؤتمر وجناح ولياقات علي خان وعبد الرب نشتر ممثلين عن الرابطة الإسلامية وتارا سينغ ممثلاً للسيخ، في يونيو 1947 على تقسيم البلاد رغم معارضة غاندي الشديدة لهذا التقسيم. فمنحت المناطق ذات الأغلبية الهندوسية والسيخية وغير المسلمة بالإجمال للهند المستقلة ومنحت المناطق ذات الأغلبية المسلمة لدولة باكستان الجديدة. شملت الخطة تقسيم مقاطعتي البنجاب والبنغال ذواتي الأغلبية المسلمة. رافق تقسيم الهند أعمال عنف طائفي كبيرة، فكان العنف المصاحب للحدود الجديدة التي رسمها خط رادكليف من أسوأ أنواع العنف. وصف العنف المؤرخان إيان تالبوت وجورهاربال سينغ:
هناك العديد من روايات شهود العيان عن تشويه الضحايا. مما ذكر من الفظائع نزع أحشاء النساء الحوامل وتهشيم رؤوس الأطفال وبتر أطراف الضحية وأعضائهم التناسلية وعرض الرؤوس والجثث. كانت أعمال الشغب الطائفية السابقة دموية إلا أن حجم ومستوى الوحشية مذابح التقسيم غير مسبوقين. يشكك بعض الباحثين في وصف هذه الأحداث بـ"الإبادة الجماعية"، إلا أن العديد من أشكال العنف التي وقعت كانت تحمل طابع الإبادة. فقد استهدفت تلك الأعمال القضاء على جيل بأكمله ومنع تكاثره في المستقبل.

#### الاستقلال: أغسطس 1947
ظهر دومينيون باكستان في 14 أغسطس بعد أدى محمد علي جناح اليمين الدستورية كأول حاكم عام لها في كراتشي. استقل اتحاد الهند في اليوم التالي يوم 15 أغسطس 1947، وأقيمت احتفالات رسمية في نيودلهي وتولى جواهر لال نهرو منصب رئيس الوزراء. بقي مونتباتن في نيودلهي لمدة عشرة أشهر، فشغل منصب أول حاكم عام للهند المستقلة حتى يونيو 1948. بينما بقي غاندي في البنغال للعمل مع اللاجئين الجدد الذين هاجروا من المناطق التي قسمت.

## التقسيم الجغرافي لعام 1947

### خطة مونتباتن
تم التقسيم الفعلي للهند البريطانية وفقًا لما أصبح يُعرف باسم «خطة 3 يونيو» أو «خطة مونتباتن»، التي أعلن عنها في مؤتمر صحفي عقده مونتباتن في 3 يونيو 1947 وحدد وقتها أن تاريخ - 14 أغسطس 1947 - سيكون تاريخ الاستقلال. كانت النقاط الرئيسية للخطة هي:
- سيقرر السيخ والهندوس والمسلمون في المجالس التشريعية للبنجاب والبنغال ما إذا كانت المقاطعة ستقسم أو تنضم لأحد البلدين. إذا أرادت أغلبية بسيطة من أي من المجموعتين التقسيم فستقسم المقاطعة.
- للسند وبلوشستان حرية الانضمام لأي الدولتين.[113]
- سيقرر مصير المقاطعة الحدودية الشمالية الغربية ومنطقة سلهت (استفتاء سلهت 1947) في ولاية آسام عبر استفتاء.
- لن تصبح البنغال دولة واحدة مستقلة.
- ستنشئ لجنة الحدود في حالة التقسيم.

وافق القادة السياسيون الهنود على الخطة في 2 يونيو. أما مسائلة الولايات الأميرية التي لم تكن ممتلكات بريطانية، نصحهم مونتباتن بالانضمام إلى واحدة من الدولتين الجديدتين.

وهكذا وافق حزب المؤتمر على مطلب الرابطة الإسلامية بتأسيس دولة منفصلة. كما حاول حزب المؤتمر توحيد أكبر قدر ممكن من أراضي الهند عبر جعل باكستان صغيرة بقدر الإمكان. كانت صيغة مونتباتن هي تقسيم الهند، وفي نفس الوقت الاحتفاظ بأقصى قدر ممكن من الوحدة. كان أبو الكلام آزاد قلقًا من احتمال اندلاع أعمال شغب عنيفة، فرد عليها مونتباتن:
فيما يتعلق بهذا السؤال، أؤكد لك أنني سأعمل على ضمان عدم وقوع أي أعمال عنف أو شغب. بصفتي جنديًا وليس مدنيًا، سأحرص على الحفاظ على النظام. بمجرد الموافقة على مبدأ التقسيم، سأصدر أوامري لضمان عدم حدوث أي اضطرابات طائفية في أي مكان في البلاد. وإذا ظهرت أي بوادر لإثارة الفوضى، فسأحل الأمر بحزم من البداية.
وقد ذكر جاغموهان أن التقسيم وما تلاه أظهر «فشلًا صارخًا للأجهزة الحكومية». وافقت لجنة العمل التابعة للمؤتمر على خطة التقسيم في 3 يونيو 1947. زار مونتباتن غاندي وقال إنه يأمل ألا يعارض التقسيم، الذي كتب غاندي الرد عليه: «هل عارضتك يومًا؟».
رسم المحامي البريطاني سيريل رادكليف خط الحدود بين الهند وباكستان بتكليف من الحكومة البريطانية، أسفر التقسيم عن نشوء باكستان من المناطق ذات الأغلبية المسلمة ولكن بموقعين جغرافيين منفصلين: باكستان الشرقية (حاليًا بنغلاديش) وباكستان الغربية تفصلهما الهند. بينما تشكلت الهند من المناطق ذات الأغلبية الهندوسية وغير المسلمة. أقر البرلمان البريطاني في 18 يوليو 1947 قانون استقلال الهند الذي وضع الإطار النهائي للتقسيم وأنهى السيادة البريطانية على الولايات الأميرية التي كان عددها بالمئات، تاركًا لها حرية الانضمام إلى الهند أو باكستان أو البقاء مستقلة. كما عُدل قانون حكومة الهند لعام 1935 ليكون الإطار القانوني للدولتين الجديدتين.
قدمت باكستان طلبًا للانضمام إلى الأمم المتحدة بعد تأسيسها في أغسطس 1947 وقبلتها الجمعية العامة في 30 سبتمبر 1947. بينما كانت الهند البريطانية من مؤسسي الأمم المتحدة فورث دومينيون الهند هذا المقعد.

### خط رادكليف

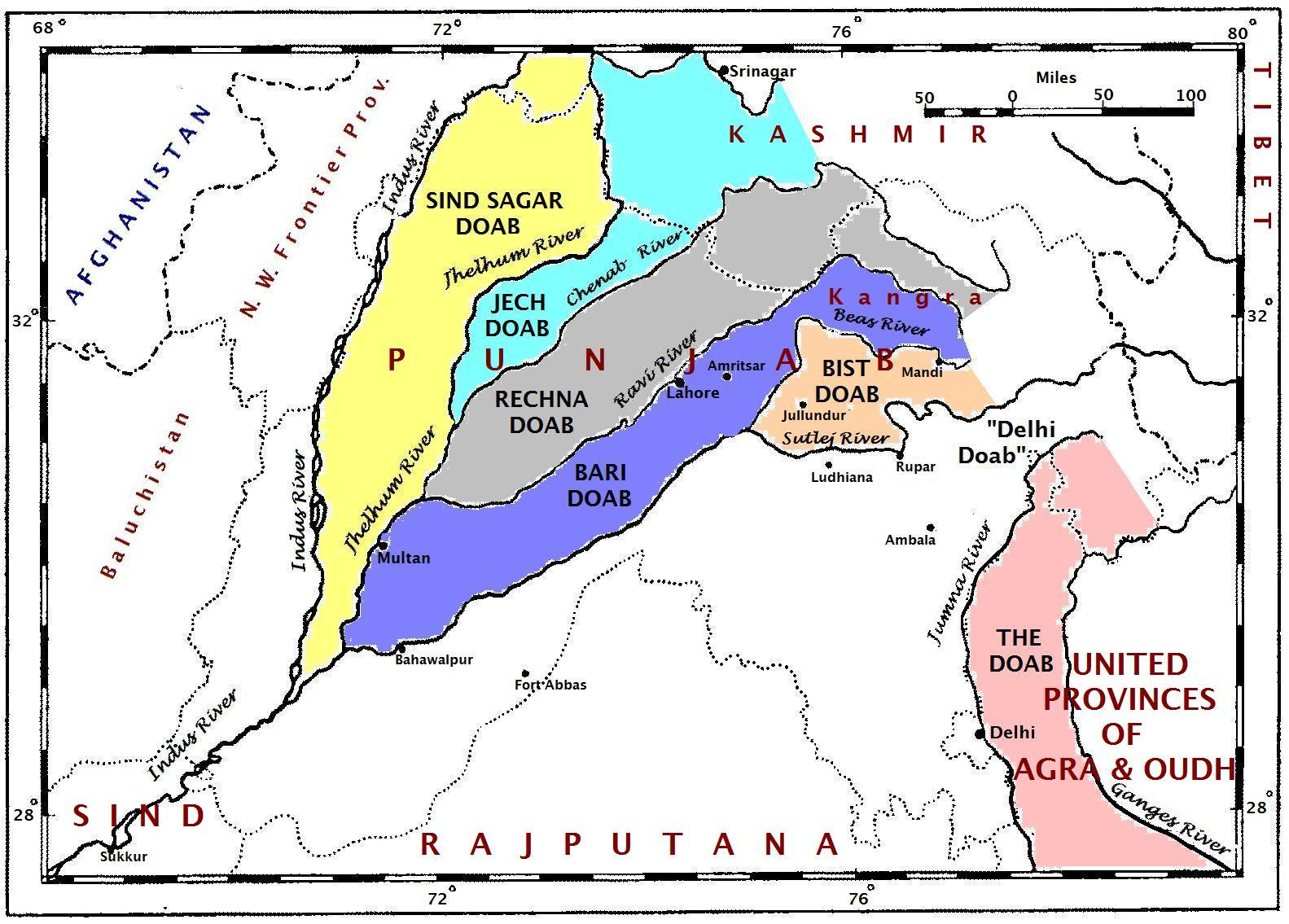
خريطة لدواب منطقة البنجاب.

البنجاب هي أرض الأنهار الخمسة وهم: جيلوم وتشيناب ورافي وبيس وستلج. يستخدم في الهند مصطلح دواب الذي يشير إلى المناطق الواقعة بين نهرين أو قبل المقرن النهري: (انظر الخريطة على اليمين):
- دواب السند ساجار (بين السند وجيلوم).
- ال جيك دواب (جيلوم وتشيناب).
- ال ريشنا دواب (تشيناب ورافي).
- باري دواب (رافي وبيس).
- بيست دواب (بيز وستلج).

كانت المناطق الرئيسية المتنازع عليها هي منطقتي داوب باري وبيست، كما ادعى حزب المؤتمر والسيخ بوجود أغلبية غير مسلمة في أجزاء من دواب ريشنا. بالنسبة لدواب باري دواب المكون من مقاطعات غورداسبور وأمريتسار ولاهور ومونتغمري، فكانت كلها ذات أغلبية مسلمة باستثناء منطقة أمريتسار التي كانت نسبة المسلمين فيها 46.5%. أما الوحدات الإدارية الأصغر فكانت هناك ثلاث وحدات فرعية فقط ذات أغلبية غير مسلمة هي: باثانكوت في شمال غورداسبور ومدينة أمريتسار وتارن تاران قي منطقة أمريتسار. كانت هناك أربع وحدات إدارية ذات أغلبية مسلمة شرق نهر بيس وسلتج، وفي اثنتين منها تجاوز عدد المسلمين عدد الهندوس والسيخ معًا.
شُكِّلَت حكومات لمناطق شرق وغرب البنجاب قبل أن تبدأ لجنة الحدود جلساتها الرسمية. تألفت لجنة الحدود في البنجاب والبنغال من قاضيين مسلمين وقاضيين غير مسلمين وترأسها السير سيريل رادكليف. كانت مهمة اللجنة رسم الحدود بين شطري البنجاب بناءً أغلبية السكان في المنطقة مع الأخذ في الاعتبار عوامل إضافية غير مذكورة. لم يكن للقضاة سلطة تقديم تنازلات وغالبًا ما كان القرار النهائي في يد السير سيريل رادكليف.

## الاستقلال والهجرة

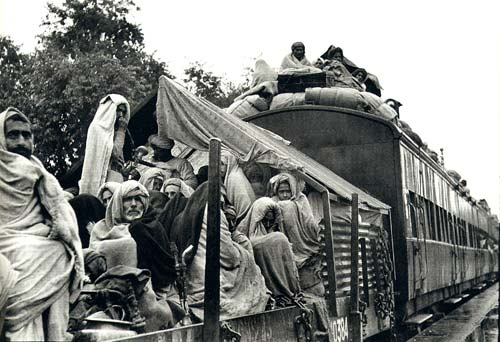
قطار للمهاجرين المسلمين متجه لباكستان

شهدت الأشهر التي تلت التقسيم مباشرة موجات هجرة جماعية بين الهند وباكستان. موجات الهجرة هذه لم تكن متوقعة في البداية، فكان المتوقع أن تبقى الأقليات الدينية في الدولة التي وجدوا أنفسهم فيها. أغلب حالات الهجرة في أغلب الهند كانت سلمية باستثناء منطقة البنجاب التي وقعت فيها أحداث عنف طائفي شديد دفع السكان إلى الهجرة والعيش بين بني دينهم.
قُدر عدد سكان الهند الموحدة بحوالي 390 مليون نسمة في عام 1947. كان تعداد سكان الهند حوالي 330 مليون نسمة بعد التقسيم، بينما بلغ عدد سكان باكستان الغربية 30 مليونًا وعدد سكان باكستان الشرقية (بنغلاديش حاليًا) 30 مليونًا أيضًا. عقب رسم الحدود عبر حوالي 14.5 مليون شخص الحدود. بلغ عدد النازحين إلى باكستان 7,226,600 شخص في تعداد باكستان عام 1951، يُفترض أنهم مسلمون قدموا من الهند. أما الهند فبلغ عدد النازحين لها 7,295,870 نازحًا في تعداد 1951، معظمهم من الهندوس والسيخ الذين هاجروا من باكستان. وبالتالي فإن المجموع الكلي يبلغ حوالي 14.5 مليون شخص، على الرغم من أن كلا التعدادين حدثا بعد حوالي 4 سنوات من التقسيم فإن هذه الأرقام تشمل صافي الزيادة السكانية بعد الهجرة الجماعية.

## المناطق المتأثرة بالتقسيم
لم تكن الحكومات الجديدة في الهند وباكستان تتوقع الهجرات الكبيرة ولم تكن مستعدة لاستيعابها. حدثت أعمال عنف ومذابح كبيرة على جانبي الحدود بين الهند وباكستان بعد التقسيم.
بدأ المهاتما غاندي صيامًا في 13 يناير 1948 بهدف إنهاء العنف الطائفي. اجتمع أكثر من 100 من الزعماء الدينيين في منزل هاوس ووافقوا على شروط غاندي لنشر السلام. قام ممثلو جماعات دينية مثل هندو ماهاسابها وجمعية العلماء وراشتريا سوايامسيفاك سانغ بزيارة منزل بيرلا للتأكيد على التزامهم بالسلام وإنهاء العنف. كما زار مولانا آزاد وجواهر لال نهرو والمفوض السامي الباكستاني لدى الهند زاهد حسين المنزل. افطر غاندي في 18 يناير، ويُعزى إلى صيامه التخفيف من الحد العنف الطائفي الذي كان مستشريًا آنذاك.
تفاوتت تقديرات عدد الضحايا بشكل كبير، فتترواح بين 200,000 إلى 2,000,000 شخص، ولكن أغلب العلماء يوالباحثين قدرون أن عدد القتلى بلغ نحو مليون شخص نتيجة لعنف التقسيم. وقد تبين أن أسوأ موجات العنف كانت في البنجاب.

### البنجاب

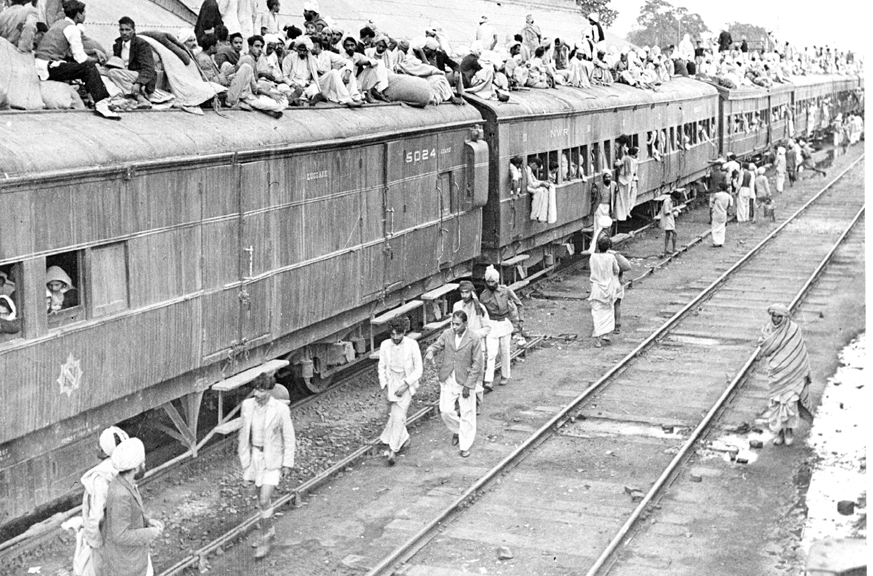
قطار للاجئين في محطة قطار أمبالا

أدى تقسيم الهند إلى تقسيم مقاطعة البنجاب البريطانية السابقة إلى منطقتين: البنجاب الغربية التي انضمت إلى دومينيون باكستان وكانت ذات أغلبية مسلمة، والبنجاب الشرقية (التي قسمت إلى ولايات البنجاب وهاريانا وهيماجل برديش المعاصرة) التي انضمت إلى دومينيون الهند وكانت غالبية سكانها من الهندوس والسيخ. أدى هذا التقسيم إلى موجات كبيرة من العنف الطائفي والنزوح الجماعي. قُدر عدد الأشخاص الذين هجروا من البنجاب بنحو 12 مليون شخص، فانتقل حوالي 6.5 مليون مسلم إلى البنجاب الباكستاني وانتقل 4.7 مليون هندوسي وسيخي إلى البنجاب الهندي. العنف في هذه المنطقة كان حادًا لدرجة أن البعض وصفه بأنه "إبادة جماعية انتقامية".
لم ينج ويتبقى في أراضه أي من المسلمين في شرق البنجاب (باستثناء منطقتي ماليركوتلا ونوح)، وكذلك كان الحال بالنسبة للهندوس والسيخ في غرب البنجاب (باستثناء منطقتي رحيم يار خان وباهاوالبور).
قدر حاكم البنجاب الغربي السير فرانسيس مودي أن حوالي 500,000 مسلم قتلوا أثناء محاولاتهم دخول البنجاب الغربية، بينما قدر المندوب السامي البريطاني في كراتشي عدد الضحايا المسلمين بـ 800,000. وهو تكذيب لأقوال مونتباتن وأنصاره بأن عدد القتلى 200,000 فقط":[جيمس 1998: 636].
ظهرت ادعاءات في تلك بأن زعيم السيخ تارا سينغ قد أيد قتل المسلمين، كان قد دعا هو و500 سيخي في 3 مارس 1947 إلى وأد فكرة باكستان قائلا "الموت لباكستان"، مما أجاج غضب المسلمين فظهر العنف ضد السيخ وأحيانا الهندوس في المناطق ذات الأغلبية المسلمة في شمال البنجاب كما ذكر العالم السياسي اشتياق محمد.

كتب نهرو إلى غاندي في 22 أغسطس أنه حتى تلك اللحظة قتل من المسلمين في شرق البنجاب ضعف أعداد الهندوس والسيخ الذين قتلوا في غرب البنجاب.
| الدين      | 1921:29      | 1921:29 | 1931:277     | 1931:277 | 1941:42      | 1941:42 |
| الدين      | تعداد السكان | %       | تعداد السكان | %        | تعداد السكان | %       |
| ---------- | ------------ | ------- | ------------ | -------- | ------------ | ------- |
| الإسلام    | 12,813,383   | 51.05%  | 14,929,896   | 52.4%    | 18,259,744   | 53.22%  |
| الهندوسية  | 8,799,651    | 35.06%  | 9,018,509    | 31.65%   | 10,336,549   | 30.13%  |
| السيخية    | 3,107,296    | 12.38%  | 4,071,624    | 14.29%   | 5,116,185    | 14.91%  |
| المسيحية   | 332,939      | 1.33%   | 419,353      | 1.47%    | 512,466      | 1.49%   |
| الجاينية   | 41,321       | 0.16%   | 43,140       | 0.15%    | 45,475       | 0.13%   |
| البوذية    | 5,912        | 0.02%   | 7,753        | 0.03%    | 854          | 0.002%  |
| الزرادشتية | 526          | 0.002%  | 569          | 0.002%   | 4,359        | 0.01%   |
| اليهودية   | 19           | 0.0001% | 13           | 0%       | 39           | 0.0001% |
| أخرى       | 13           | 0%      | 0            | 0%       | 34,190       | 0.1%    |
| المجموع    | 25,101,060   | 100%    | 28,490,857   | 100%     | 34,309,861   | 100%    |

| الدين                                                                  | 1921:29      | 1921:29 | 1931:277     | 1931:277 | 1941:42      | 1941:42 |
| الدين                                                                  | تعداد السكان | %       | تعداد السكان | %        | تعداد السكان | %       |
| ---------------------------------------------------------------------- | ------------ | ------- | ------------ | -------- | ------------ | ------- |
| الإسلام                                                                | 8,975,288    | 75.49%  | 10,570,029   | 75.28%   | 13,022,160   | 75.06%  |
| الهندوسية                                                              | 1,797,141    | 15.12%  | 1,957,878    | 13.94%   | 2,373,466    | 13.68%  |
| السيخية                                                                | 863,091      | 7.26%   | 1,180,789    | 8.41%    | 1,530,112    | 8.82%   |
| المسيحية                                                               | 247,030      | 2.08%   | 324,730      | 2.31%    | 395,311      | 2.28%   |
| الجاينية                                                               | 5,930        | 0.05%   | 6,921        | 0.05%    | 9,520        | 0.05%   |
| الزرادشتية                                                             | 309          | 0.003%  | 413          | 0.003%   | 312          | 0.002%  |
| البوذية                                                                | 172          | 0.001%  | 32           | 0.0002%  | 87           | 0.001%  |
| اليهودية                                                               | 16           | 0.0001% | 6            | 0%       | 7            | 0%      |
| أخرى                                                                   | 8            | 0%      | 0            | 0%       | 19,128       | 0.11%   |
| المجموع                                                                | 11,888,985   | 100%    | 14,040,798   | 100%     | 17,350,103   | 100%    |
| تشمل إقليمي البنجاب (باكستان) والعاصمة الاتحادية إسلام آباد المعاصرين. |              |         |              |          |              |         |

| الدين                                                                            | 1921:29      | 1921:29 | 1931:277     | 1931:277 | 1941:42      | 1941:42 |
| الدين                                                                            | تعداد السكان | %       | تعداد السكان | %        | تعداد السكان | %       |
| -------------------------------------------------------------------------------- | ------------ | ------- | ------------ | -------- | ------------ | ------- |
| الهندوسية                                                                        | 7,002,510    | 53%     | 7,060,631    | 48.86%   | 7,963,083    | 46.95%  |
| الإسلام                                                                          | 3,838,095    | 29.05%  | 4,359,867    | 30.17%   | 5,237,584    | 30.88%  |
| السيخية                                                                          | 2,244,205    | 16.99%  | 2,890,835    | 20.01%   | 3,586,073    | 21.14%  |
| المسيحية                                                                         | 85,909       | 0.65%   | 94,623       | 0.65%    | 117,155      | 0.69%   |
| الجاينية                                                                         | 35,391       | 0.27%   | 36,219       | 0.25%    | 35,955       | 0.21%   |
| البوذية                                                                          | 5,740        | 0.04%   | 7,721        | 0.05%    | 767          | 0.005%  |
| الزرادشتية                                                                       | 217          | 0.002%  | 156          | 0.001%   | 4,047        | 0.02%   |
| اليهودية                                                                         | 3            | 0%      | 7            | 0%       | 32           | 0.0002% |
| أخرى                                                                             | 5            | 0%      | 0            | 0%       | 15,062       | 0.09%   |
| المجموع                                                                          | 13,212,075   | 100%    | 14,450,059   | 100%     | 16,959,758   | 100%    |
| تتكون اليوم من ولايات البنجاب (الهند) وشانديغار وهاريانا وهيماجل برديش المعاصرة. |              |         |              |          |              |         |

### البنغال
قُسمت مقاطعة البنغال في عام 1947 إلى قسمين: البنغال الغربية التي انضمت إلى الهند والبنغال الشرقية التي أصبحت جزءاً من باكستان، لتستقل لاحقاً لتصبح دولة بنغلاديش بعد حرب الاستقلال عام 1971. منحت منطقتي مرشد أباد ومالدا الواقعتان على الضفة اليمنى لنهر الغانج للهند رغم أن بهما أغلبية مسلمة بينما منحت منطقة خولنا ذات الأغلبية الهندوسية الطفيفة لباكستان بسبب أنها محاطة بمناطق مسلمة. أما تلال شيتاغونغ التي كانت ذات غالبية بوذية (98.5% في 1947)، فقد أُعطيت لباكستان على اعتبار أنها منطقة نائية وتدعم ميناء شيتاغونغ الاستراتيجية.

### السند
لم تشهد مقاطعة السند عنفًا مشابهًا لما حدث في البنجاب والبنغال وقت التقسيم، فكان أغلب هندوس السند من من الطبقة العليا والمتوسطة المزدهرة. كان الهندوس يتركزون بالأساس في المدن الكبرى مثل كراتشي وحيدر أباد وشكاربور وسكھر. هاجر عدد قليل من الهندوس من السند في الأشهر الأولى من التقسيم. لكن الوضع تغير مع وصول أعداد كبيرة من اللاجئين المسلمين من الهند الذين عاشوا في مخيمات مزدحمة.
بدأت أعمال العنف الطائفي في ديسمبر 1947 عندما تنازع الهندوس السنديين والمسلمين المحليين في بازار دارغاه في أجمير بالهند على خلفية نزاع بين اللاجئين الهندوس والمسلمين المحليين، واندلع العنف في أجيمر مرة أخرى في منتصف ديسمبر فوقعت عمليات طعن ونهب وحرق متعمد أسفرت عن سقوط ضحايا أغلبهم مسلمين. فر العديد من مسلمي أجمير عبر صحراء طهار إلى السند. أثار اضطهاد مسلمي الهند أعمال الشغب المناهضة للهندوس في حيدر أباد، السند. اندلعت أعمال شغب مناهضة للهندوس في كراتشي في 6 يناير أسفرت عن مقتل 1100 ضحية. أدت هذه الأحداث إلى هجرة كبيرة للهندوس فهاجر ما يقدر بنحو 1.2 - 1.4 مليون هندوسي إلى الهند عن طريق السفن أو القطارات.
توجد مجتمعات هندوسية بارزة في السند حتى الآن، وبلغ عدد الهندوس فيها حوالي 2.3 مليون نسمة وفق تعداد عام 1998. توجد أغلبية هندوسية في مناطق ثارباركار وأوميركوت وميربور خاص وسانغار وبادين. لكن الهجرة مستمرة حتى بسبب الاضطهاد الديني للهندوس في باكستان.
| الدين      | 1941:28      | 1941:28 | 1951:22–26   | 1951:22–26 |
| الدين      | تعداد السكان | %       | تعداد السكان | %          |
| ---------- | ------------ | ------- | ------------ | ---------- |
| الإسلام    | 3,462,015    | 71.52%  | 5,535,645    | 91.53%     |
| الهندوسية  | 1,279,530    | 26.43%  | 482,560      | 7.98%      |
| قبائليين   | 37,598       | 0.78%   | —            | —          |
| السيخية    | 32,627       | 0.67%   | —            | —          |
| المسيحية   | 20,304       | 0.42%   | 22,601       | 0.37%      |
| الزرادشتية | 3,841        | 0.08%   | 5,046        | 0.08%      |
| الجاينية   | 3,687        | 0.08%   | —            | —          |
| اليهودية   | 1,082        | 0.02%   | —            | —          |
| البوذية    | 111          | 0.002%  | 670          | 0.01%      |
| أخرى       | 0            | 0%      | 1,226        | 0.02%      |
| المجموع    | 4,840,795    | 100%    | 6,047,748    | 100%       |

### كجرات
شهدت المنطقة موجة كبيرة من الهجرة فقدر عدد المسلمين الذين هاجروا إلى باكستان بنحو 642,000 شخص توجه نحو 75٪ منهم إلى كراتشي على الأغلب بسبب التجارة. أظهر تعداد عام 1951 انخفاضًا في نسبة المسلمين في الولاية من 13٪ في عام 1941 إلى 7٪ في عام 1951. كما حدثت هجرة عكسية ضخمة فهاجر أكثر من مليون شخص إلى كجرات معظم من الهندوس السنديين والكجراتيين.

### دلهي

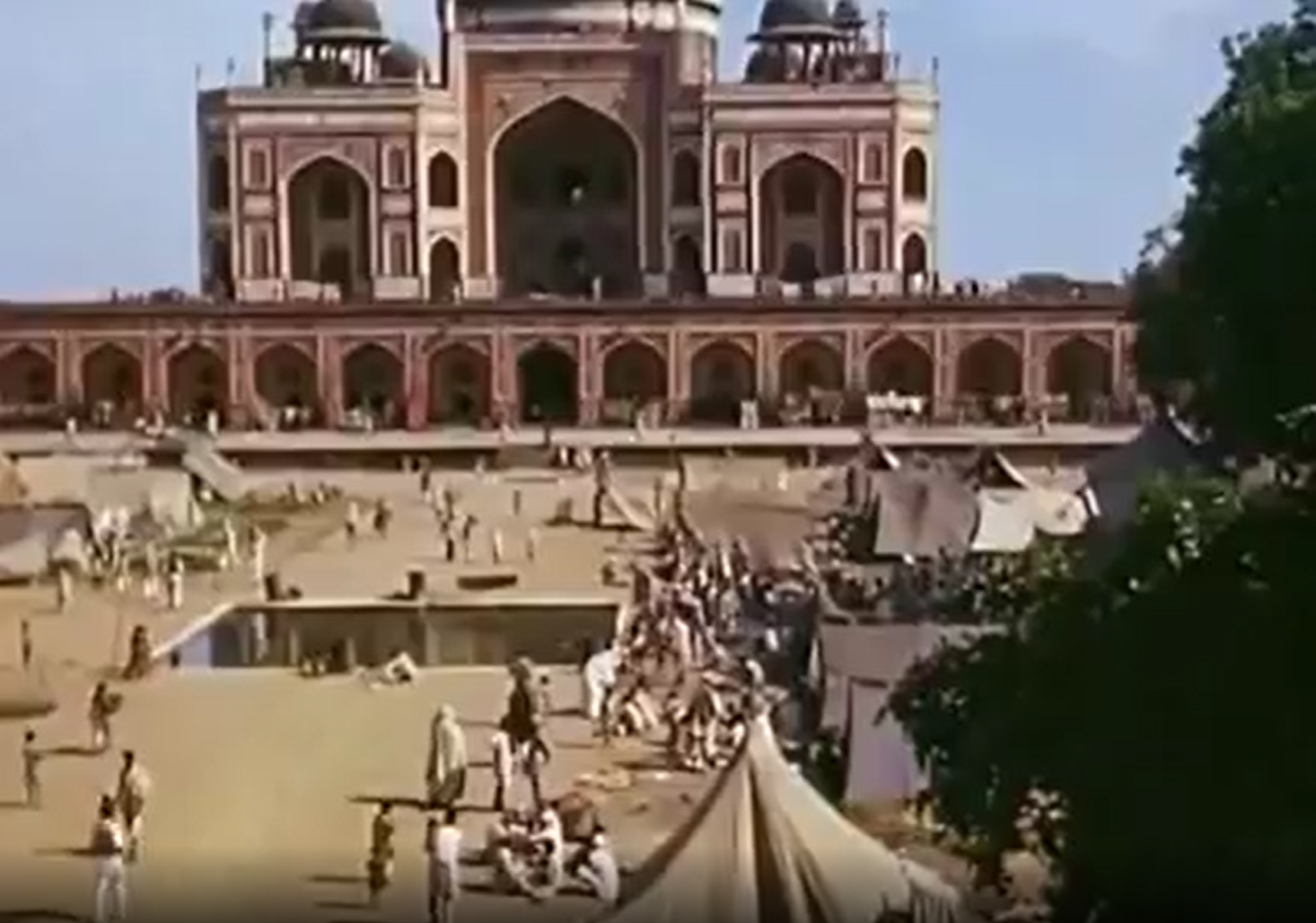
لاجئون مسلمون عند ضريح همايون في عام 1947

كانت دلهي لعدة قرون عاصمة للحكام الأتراك المسلمين ولسلطنة مغول الهند المسلمة. بدأت التركبية السكانية للمدينة تتغير تدريجيًا منذ عام 1911 عندما نقل البريطانيون عاصمتهم الاستعمارية من كلكتا إلى دلهي. فأسس البريطانيون دلهي لوتينز التي عاشت فيها النخبة البريطانية الهندية. لكن أظهر تعداد عام 1941 أن المسلمين شكلوا 33.2% من سكان المدينة.:80
تدفقت موجات من اللاجئين الهندوس والسيخ من غرب البنجاب والمقاطعة الحدودية الشمالية الغربية إلى دلهي بعد التقسيم، لكن لم تكن مهيئة للتعامل مع هذا العدد الهائل من النازحين. انتشر اللاجئون في كل مكان فاستقروا في المخيمات والكليات والمعابد والكردوارة والدارمشالا والثكنات العسكرية وحتى الحدائق العامة. بدأت الحكومة بإجازة بناء مساكن في مناطق محددة في عام 1950، فظهرت أحياء مثل لاجبات نغر وباتيل نغر التي أصبحت تحمل طابعاً بنجابياً يميزها عن باقي المدينة حتى اليوم.
أدى العديد الكبير للمهاجرين أيضا إلى اضطرابات طائفية عنيفة هزت دلهي التي كانت معقلاً تاريخياً للثقافة والسياسة الإسلامية الهندية. وزعم الدبلوماسي الباكستاني حسين أن الحكومة الهندية إما تعمدت القضاء على المسلمين في دلهي أو أظهرت لا مبالاة تجاه معاناتهم، وأفاد بأن الجيش الهندي أطلق النار علناً على المسلمين. قدر رئيس الوزراء جواهر لال نهرو قدر عدد ضحايا العنف في المدينة بنحو 1000 شخص، بينما تشير مصادر أخرى إلى أن العدد قد يصل إلى 20 ضعفاً. قدرت دراسة جيانيندرا باندي في عام 2010 أن عدد المسلمين الذين قُتلوا في دلهي بين 20,000 و25,000 شخص.
نُقل عشرات الآلاف من المسلمين إلى مخيمات اللاجئين، فحولت العديد من المواقع التاريخية في دلهي مثل بورانا كيلا وإدغاه ونظام الدين إلى مخيمات للاجئين. استولى العديد من اللاجئين الهندوس والسيخ على منازل المسلمين الذين انتقلوا للعيش في الملاجئ. قدرت إجمالي الهجرة إلى دلهي في ذروة توترات التقسيم بحوالي 830,000 شخص، فهاجر حوالي 330,000 مسلم إلى باكستان وهاجر حوالي 500,000 هندوسي وسيخي من باكستان إلى دلهي. أظهر تعداد عام 1951 انخفاضاً كبيراً في عدد المسلمين في المدينة فانخفضت نسبتهم من 33.2% في عام 1941 إلى 5.7% في عام 1951.:298
| الدين      | 1941:80      | 1941:80 | 1951:298     | 1951:298 |
| الدين      | تعداد السكان | %       | تعداد السكان | %        |
| ---------- | ------------ | ------- | ------------ | -------- |
| الهندوسية  | 567,264      | 61.8%   | 1,467,854    | 84.16%   |
| الإسلام    | 304,971      | 33.22%  | 99,501       | 5.71%    |
| المسيحية   | 17,475       | 1.9%    | 18,685       | 1.07%    |
| السيخية    | 16,157       | 1.76%   | 137,096      | 7.86%    |
| الجاينية   | 11,287       | 1.23%   | 20,174       | 1.16%    |
| الزرادشتية | 284          | 0.03%   | 164          | 0.01%    |
| البوذية    | 150          | 0.02%   | 503          | 0.03%    |
| اليهودية   | 55           | 0.01%   | 90           | 0.01%    |
| أخرى       | 296          | 0.03%   | 5            | 0%       |
| المجموع    | 917,939      | 100%    | 1,744,072    | 100%     |

### الولايات الأميرية
كان حكام العديد من الولايات الأميرية متورطين في العنف الطائفي أو لم يتخذوا ما يكفي من الإجراءات لوقفه في الوقت المناسب. لم يكن بعض الحكام في ولاياتهم في الصيف مثل ولايات السيخ. لوحظ انخفاض ملحوظ في العنف عندما عاد حكام ولايتي بهاولبور وبتيالة إلى ولاياتهم. فكان نواب بهاولبور في أوروبا لكنه قصر رحلته وعاد إلى ولايته في 1 أكتوبر. علق على ذلك حسن السهروردي وأرسل ذلك إلى المهاتما غاندي قائلاً: "ما الفائدة الآن من مهراجا بتيالة، بعد أن قُتل جميع المسلمين، يأتي هو كأنه بطل للسلام والنظام؟".
كان العنف في كل ولايات السيخ باستثناء جيهند وكابورتالا منظمًا، فكانت الحكومة المحلية توفر الخدمات اللوجستية اللازمة للغوغاء. استمع حكام بتيالة وفاريشكوت لدعوة تارا سينغ التي دعا فيها لتطهير الهند من المسلمين، وعرض على مهراجا بتيالة رئاسة دولة السيخ الموحدة التي ستنهض من "رماد حرب البنجاب الأهلية". يُقال إن مهراجا فاريشكوت هاريندر سينغ أبدى اهتمامًا كبيرًا بسماع قصص المذابح لدرجة أنه طلب معرفة "التفاصيل المثيرة" عن المذابح. شهد مهراجا بهاراتبور بريجيندرا سينغ شخصيًا جرائم قتل وتهجير مسلمي الميو من خومبار وديغ، وعندما لامه المسلمون على أفعاله رد عليهم: "لماذا تأتي إلي؟ اذهب إلى جناح".
دعمت حكومة ألوار وبهاولبور العنف والطائفية حتى قيل إن رؤساء وزراء هاتين الولايتين شاركوا في التخطيط والإشراف على المذابح. لكن في بيكانر كانت أعمال العنف أقل من البقية بكثير.

#### ألوار وبهاراتبور
شهدت ولايتي ألوار وبهاراتبور في منطقة راجبوتانا الأميرية (جزء من ولاية راجستان الحالية) مواجهات دموية بين المجتمع الهندوسي المالك للأراضي والمجتمع المسلم العامل في الزراعة. بدأت مجموعات من الهندوس من قبائل الجات وأهيرس وجورجار بمهاجمة مسلمي ميو في أبريل 1947. ودمروا أكثر من خمسين قرية مسلمة بحلول يونيو. أثار ذلك غضب الرابطة الإسلامية التي طالبت نائب الملك بتوفير قوات مسلمة لحماية المسلمين. ظهرت اتهامات في يونيو تشير بتورط قوات الدولة الهندية بتدمير قرى المسلمين في ألوار وبهاراتبور.
أجبر نحو 100,000 من مسلمي ميو في ألوار وبهاراتبور على ترك منازلهم بعد الهجمات العنيفة غير المسبوقة التي تعرضوا لها في عام 1947، ويُقال إن حوالي 30,000 منهم قد قُتلوا. حاول 80,000 لاجئ ميو الهجرة إلى باكستان في نوفمبر، لكن 10,000 منهم لم يستطيعوا السفر بسبب مخاطر الطريق.

#### جامو وكشمير
شهدت منطقة جامو في ولاية جامو وكشمير الأميرية في سبتمبر ونوفمبر من عام 1947 موجة من العنف ضد المسلمين، فقُتل عدد كبير منهم وطُرد آخرون إلى غرب البنجاب. كان أحد دوافع العنف القصص المروعة عن الفظائع التي ارتكبها المسلمون بحق الهندوس والسيخ الذين هاجروا من النجاب الغربي إلى جامو منذ مارس 1947. قتل متطرفو الهندوس والسيخ المسلمين بدعم وتحريض من قوات ولاية جامو وكشمير بقيادة مهراجا هاري سينغ. تشير التقارير إلى أن هاري سينغ كان يسعى لتغيير التركيبة السكانية للمنطقة ذات الأغلبية المسلمة لتصبح ذات أغلبية هندوسية. تبع هذا العنف مذبحة ضد الهندوس والسيخ بدأت في نوفمبر 1947 في راجوري وميربور نفذتها ميليشيات القبائل البشتونية والجنود الباكستانيين.

## إعادة توطين اللاجئين: 1947-1951

### إعادة التوطين في الهند
شكّل اللاجئون 2% من إجمالي سكان الهند في تعداد 1951 (1.3% منهم من باكستان الغربية و0.7% من باكستان الشرقية). استقر معظم اللاجئين من الهندوس والسيخ البنجابيين الفارين من غرب البنجاب في دلهي وشرق البنجاب. شهدت دلهي أكبر زيادة في عدد اللاجئين مقارنة بأي مدينة أخرى، إذ ارتفع عدد سكانها من حوالي 917,939 في تعداد عام 1941 إلى 1,744,072 في تعداد 1951، جاء هذا الارتفاع رغم مغادرة عدد كبير من المسلمين المدينة إلى باكستان سواء طواعية أو بالإكراه.
استقر اللاجئين في مواقع مختلفة في المدينة مثل موقعي بورانا كيلا والحصن الأحمر الأثريين والثكنات العسكرية مثل معسكر كينغزواي (قرب جامعة دلهي الحديثة). أصبح هذا المعسكر من أكبر مراكز اللاجئين في شمال الهند فقد عاش فيه أكثر من 35,000 شخص في وقت واحد، بدأت الحكومة بتحويل مراكز الإيواء هذه إلى أحياء سكنية منذ عام 1948، ظهرت أحياء جديدة في دلهي مثل لاجبات ناجار وراجيندر ناجار ونظام الدين الشرقي وجانغبورا ومعسكر كينغزواي. وفرت الحكومة برامج متنوعة للاجئين، تضمنت التعليم وفرص العمل وتسهيلات اقتصادية مثل القروض الميسرة لبدء مشاريعهم الخاصة. استقر العديد من هؤلاء اللاجئين في المدن الغربية والوسطى بولاية أتر برديش، كما أسس السيخ والهندوس البنجابيين مستعمرة جورو تيج بهادور ناجار في منطقة سيون كوليوادا بوسط مومباي.
استقر الهندوس الفارون من باكستان الشرقية (بنغلاديش الآن) في مختلف أنحاء شرق ووسط وشمال شرق الهند، بالأخص في الولايات الهندية المجاورة لباسكتان الشرقية مثل البنغال الغربية وآسام وتريبورة، واستقر عدد كبير منهم في مناطق أخرى مثل مدهيا برديش (تشمل تشاتيسغار) وبهار (تشمل جهارخاند) وأوديشا وجزر أندمان (التي يشكل فيها البنغاليون اليوم أكبر مجموعة لغوية).
أما الهندوس السنديون فاستقروا بالأساس في كجرات ومهاراشترا وراجستان. أنشئ السنديون بلدة خاصة لهم في مهاراشترا تسمى أولهاسنغر. وعاد اللاجئون الماراثيين والكجراتيون الذين كانوا يقيمون سابقًا في السند وجنوب البنجاب إلى ولايتي كجرات ومهاراشترا الحديثتين.
استقر مجتمع صغير من الهندوس البشتون المهاجرين من منطقة لورالاي في بلوشستان في مدينة جيبور، ويبلغ عددهم اليوم حوالي 1000 شخص.
توضح القائمة أدناه عدد المخيمات في مناطق البنجاب وعدد سكانها حتى ديسمبر 1948.
| المقاطعة (حتى ديسمبر 1948) | عدد المخيمات | عدد سكان المخيمات |
| -------------------------- | ------------ | ----------------- |
| امريتسار                   | 5            | 129,398           |
| غورداسبور                  | 4            | 3,500             |
| فيروزبور                   | 5            | 53,000            |
| لوديانا                    | 1            | 25,000            |
| جالاندهار                  | 19           | 60,000            |
| هوشياربور                  | 1            | 11,701            |
| حصار                       | 3            | 3,797             |
| روهتاك                     | 2            | 50,000            |
| أمبالا                     | 1            | 50,000            |
| كارنال (تشمل كوروكشيترا)   | 4            | 325,000           |
| جورجاون                    | 40           | 20,000            |
| المجموع                    | 85           | 721,396           |

### إعادة التوطين في باكستان
ظهر في تعداد باكستان لعام 1951 أن العدد الأكبر من المهاجرين المسلمين الذين هاجروا إلى باكستان جاؤوا من شرق البنجاب وولايتي راجبوتانا القريبتين (ألوار وبهاراتبور). بلغ عددهم 5,783,100 شخص وهو ما يُمثل 80.1٪ من إجمالي اللاجئين الذين استقروا في باكستان. أما الهجرة من مناطق الهند الأخرى فكانت على النحو التالي:
- من بهار والبنغال الغربية وأوديشا: 700,300 شخص (9.8٪).
- من ولايتي أتر برديش ودلهي: 464,200 شخص (6.4٪).
- من كجرات وبومباي: 160,400 شخص (2.2٪).
- من بوبال وحيدر أباد: 95,200 شخص (1.2٪).
- من مدراس وميسور: 18,000 شخص (0.2٪).[188]

فيما يتعلق بتوزيعهم داخل باكستان:
- استقر 97.4٪ من اللاجئين القادمين من شرق البنجاب في غرب البنجاب.
- استقر 95.9٪ من القادمين من بهار البنغال الغربية وأوريسا في باكستان الشرقية (بنغلاديش حاليًا).
- توجه 95.5٪ من لاجئي أتر برديش ودلهي إلى باكستان الغربية خاصةً في منطقة كراتشي بالسند.
- استقر 97.2٪ من القادمين من بوبال وحيدر أباد في باكستان الغربية، معظمهم في كراتشي.
- استقر 98.9٪ من مهاجري بومباي وكجرات إلى كراتشي.
- وأيضًا استقر 98.9٪ من لاجئي مدراس وميسور في باكستان الغربية، بالأخص في كراتشي.[188]

استقبلت ولاية البنجاب الغربية أكبر عدد من اللاجئين (73.1٪) معظمهم من شرق البنجاب والمناطق المجاورة لها. استقبلت السند ثاني أكبر عدد من اللاجئين 16.1٪ من إجمالي المهاجرين، في حين استقبل قسم كراتشي في السند 8.5٪ من إجمالي المهاجرين. استقبلت ولاية البنغال الشرقية (بنغلاديش) ثالث أكبر عدد من اللاجئين بلغ عددهم 699,100 شخص شكلوا 9.7٪ من إجمالي اللاجئين المسلمين في باكستان. 66.7٪ من لاجئي شرق البنغال جاءوا من ولاية البنغال الغربية و14.5٪ من بهار و11.8٪ من ولاية آسام.

أجرت الحكومة في عام 1948 تعدادًا خاصًا باللاجئين في غرب البنجاب لتحديد مسقط رأسهم.
| المنطقة                 | العدد     |
| ----------------------- | --------- |
| أمريتسار (شرق البنجاب)  | 741,444   |
| جالاندهار (شرق البنجاب) | 520,189   |
| غورداسبور (شرق البنجاب) | 499,793   |
| هوشياربور (شرق البنجاب) | 384,448   |
| كارنال (شرق البنجاب)    | 306,509   |
| حصار (شرق البنجاب)      | 287,479   |
| لوديانا (شرق البنجاب)   | 255,864   |
| أمبالا (شرق البنجاب)    | 222,939   |
| جورجاون (شرق البنجاب)   | 80,537    |
| روهتاك (شرق البنجاب)    | 172,640   |
| دلهي                    | 91,185    |
| كانجرا (شرق البنجاب)    | 33,826    |
| المقاطعات المتحدة       | 28,363    |
| شيملا (شرق البنجاب)     | 11,300    |
| المجموع                 | 3,636,516 |

| الولاية الأميرية        | العدد   |
| ----------------------- | ------- |
| بتيالة (شرق البنجاب)    | 308,948 |
| الوار (راجبوتانا)       | 191,567 |
| كابورتالا (شرق البنجاب) | 172,079 |
| فريدكوت (شرق البنجاب)   | 66,596  |
| بهاراتبور (راجبوتانا)   | 43,614  |
| نابها (شرق البنجاب)     | 43,538  |
| جنهيد (شرق البنجاب)     | 41,696  |
| الدول الصغيرة الأخرى    | 39,322  |
| المجموع                 | 907,360 |

## المفقودون
ذكرت دراسة لتحليل تدفقات السكان الداخلة والخارجة بين مقاطعات البنجاب، بالاعتماد على بيانات تعدادي 1931 و1951 أن حوالي 1.3 مليون مسلم غادروا غرب الهند لكنهم لم يصلوا إلى باكستان. يقدر عدد الهندوس والسيخ المفقودين بحوالي 0.8 مليون، أي بإجمالي 2.2 مليون مفقود. خلصت دراسة أخرى تناولت التأثيرات الديموغرافية للتقسيم في البنجاب استنادًا إلى تعدادات 1931 و1941 و1951 أن ما بين 2.3 و3.2 مليون شخص فُقدوا في البنجاب بسبب أحداث التقسيم.

## إعادة تأهيل المرأة
وعد الطرفان أن يبذلا كل الجهود الممكن لاستعادة النساء اللواتي اختطفن واغتصبن خلال أعمال الشغب التي صاحبت التقسيم. زعمت الحكومة الهندية أن حوالي 33,000 امرأة هندوسية وسيخية اختطفن، بينما ادعت الحكومة الباكستانية أن عدد النساء المسلمات المختطفات بلغ 50,000. أفادت التقارير في عام 1949 بأن الهند استعادت 12,000 امرأة بينما استعادت باكستان 6,000 امرأة. ارتفع العدد في عام 1954 إلى 20,728 امرأة مسلمة مختطفة استعادتها الهند مقابل 9,032 امرأة هندوسية وسيخية استعادتها باكستان. لكن رفضت غالبية النساء العودة إلى أوطانهن خوفًا من رفض أسرهن لهن.
لاحظ أحد الباحثين فيما يتعلق بالبنجاب الهندي أن التقسيم قلص المساحات المادية المتاحة للمرأة لكنه وسّع مساحاتها الاجتماعية. أثر ذلك على ممارسة العزلة التقليدية (البردا) وعدل تقاليد الزواج وفتح فرصًا للتعليم الفتيات وعمل النساء.

## الهجرة ما بعد التقسيم

### باكستان
استمرت العديد من الأسر المسلمة في الهجرة إلى باكستان حتى بعد تعداد عام 1951 بسبب العنف ضد المسلمين في الهند. يذكر المؤرخ عمر الخالدي أن المسلمين الهنود الذين هاجروا إلى باكستان الغربية بين ديسمبر 1947 وديسمبر 1971 كانوا من مناطق مثل أتر برديش ودلهي وكجرات وراجستان ومهاراشترا ومدهيا برديش وكرناتكا وأندرا براديش وتاميل نادو وكيرالا. تلتها مرحلة هجرة بين عامي 1973 و1990 إلى كراتشي والمراكز الحضرية الأخرى في السند.
نشرت منظمة العمل الدولية في عام 1959 تقريرًا يفيد بأنه بين عامي 1951 و1956 هاجر حوالي 650,000 مسلم من الهند إلى باكستان الغربية. يشكك في ذلك فيساريا (1969) قائلًا أن تعداد باكستان لعام 1961 لم يؤكد تلك الادعاءات. بينما ذكر في تعداد باكستان لعام 1961 أن نحو 800,000 شخص هاجروا من الهند إلى باكستان خلال العقد السابق.
انخفضت هجرة المسلمين الهنود إلى باكستان بقوة في السبعينيات، وهو اتجاه لاحظته السلطات الباكستانية. في يونيو 1995، أبلغ وزير الداخلية الباكستاني نصير الله بابر الجمعية الوطنية في يونيو 1995 أن نحو 800,000 زائر جاءوا من الهند بين عامي 1973 و1994 بوثائق سفر صالحة، لم يتقبى منهم إلا 3,393 شخصًا فقط في باكستان. انخفضت الزيجات بين المسلمين الهنود والباكستانيين، فذكر المفوض السامي الباكستاني في نيودلهي رياض خوخار في بيان في نوفمبر 1995، أن عدد الزيجات انخفض من 40,000 سنويًا في خمسينيات وستينيات القرن العشرين إلى نحو 300 زواج سنويًا.
هاجرت 3500 عائلة مسلمة من الجزء الهندي من صحراء طهار إلى القسم الباكستاني منها في أعقاب الحرب الهندية الباكستانية عام 1965. استقرت 400 عائلة منهم في ناجار بعد الحرب واستقرت 3000 عائلة في تعلقة تشاشرو في مقاطعة السند في غرب باكستان. قدّمت حكومة باكستان لكل أسرة 12 فدانًا من الأرض إجمالي مساحة 42,000 فدان.
سجل تعداد باكستان عام 1951 وجود 671,000 لاجئ في باكستان الشرقية معظمهم من ولاية البنغال الغربية وبهار. ذكرت منظمة العمل الدولية أن في الفترة بين 1951 و1956 هاجر نحو نصف مليون مسلم هندي إلى باكستان الشرقية. ارتفع العدد إلى 850,000 بحلول عام 1961. استمرت هجرة البيهاريون إلى باكستان الشرقية حتى أواخر الستينيات بسبب أعمال شغب رانشي وجمشيدبور، ليصل عددهم إلى نحو مليون شخص. تشير التقديرات الأولية إلى أن حوالي 1.5 مليون مسلم هاجروا من البنغال الغربية وبهار إلى البنغال الشرقية في العقدين التاليين للتقسيم.

### الهند
استمرت هجرة الهندوس من باكستان إلى الهند بسبب الاضطهاد الديني، يفضل معظمهم الاستقرار في ولاية راجستان. تذكر بيانات لجنة حقوق الإنسان في باكستان أن حوالي 1000 عائلة هندوسية هاجرت إلى الهند في عام 2013. قال راميش كومار فانكواني عضو الرابطة الإسلامية الباكستانية (ن) في مايو 2014 في الجمعية الوطنية الباكستانية أن نحو 5000 هندوسي يهاجرون من باكستان إلى الهند سنويًا. بما أن الهند ليست من الدول الموقعة على اتفاقية الأمم المتحدة للاجئين لعام 1951 فإنها لا تعتبر المهاجرين الهندوس الباكستانيين لاجئين.
بلغت نسبة الهندوس 80٪ والمسلمين 20٪ في منطقة ثارباركار في مقاطعة السند عند الاستقلال في عام 1947. هاجر ما يقدر بنحو 1500 عائلة هندوسية إلى الهند وقت الحروب الباكستانية الهندية في عامي 1965 و1971، مما أدى إلى تغيير ديموغرافي كبير في المنطقة. كما هاجرت 23,300 عائلة هندوسية إلى قسم جامو من آزاد كشمير والبنجاب الغربية في نفس الحروب.
سجل تعداد عام 1951 في الهند وصول 2.5 مليون لاجئ من باكستان الشرقية، هاجر 2.1 مليون منهم إلى ولاية البنغال الغربية وتوجه الباقون إلى آسام وتريبورة وولايات أخرى. وصل هؤلاء اللاجئون في موجات هجرة ولم يقتصر قدومهم على فترة التقسيم فقط. تجاوز عددهم الإجمالي 6 مليون بحلول عام 1973. منحت الهند الجنسية لحوالي 55,00 هندوسي باكستاني في عام 1978.
| السنة     | الأسباب                                   | العدد     |
| --------- | ----------------------------------------- | --------- |
| 1947      | التقسيم                                   | 344,000   |
| 1948      | بعد عملية بولو على حيدر آباد              | 786,000   |
| 1950      | أعمال شغب باريسال 1950                    | 1,575,000 |
| 1956      | بعدما أصبحت باكستان جمهورية إسلامية       | 320,000   |
| 1964      | أحداث شغب شرق باكستان بسبب أحداث حضرة بال | 693,000   |
| 1965      | الحرب الباكستانية الهندية 1965            | 107,000   |
| 1971      | حرب الاستقلال البنغلاديشية                | 1,500,000 |
| 1947–1973 | المجموع                                   | 6,000,000 |

## وجهات نظر حول التقسيم
التقسيم هو حدث مثير للجدل بشكل كبير وهو مصدر للتوتر في شبه القارة الهندية حتى اليوم. يقول الباحث الأمريكي ألين ماكغراث أن العديد من القادة البريطانيين بمن فيهم نائب الملك البريطاني لويس مونتباتن لم يرضوا عن تقسيم الهند. اتهم مونتباتن بالتسرع والعجلة وبالتأثير في طريقة ترسيم خط رادكليف لصالح الهند. استغرقت لجنة الحدود وقتًا أطول في تحديد الخط النهائي مقارنة بعملية التقسيم ذاتها، ولم يُعلن عن خط الحدود إلا في 17 أغسطس أي بعد يومين من الاستقلال، ليتجنب البريطانيين عبء مسؤولية التقسيم وما يصاحبها أثناء انسحابهم من الهند.
يذكر بعض النقاد أن التسرع البريطاني أدى إلى تفاقم العنف خلال عملية التقسيم. وبما أن الاستقلال أُعلن قبل تنفيذ التقسيم، تُركت مسؤولية الحفاظ على النظام العام لكل من الحكومتين الجديدتين في الهند وباكستان. لم يكن يتوقع أن تحدث حالات نزوح سكاني كبيرة، بل كان المتوقع توفير ضمانات للأقليات على جانبي الحدود الجديدة وهو ما فشلت الدولتان في تحقيقه. مما أدى في النهاية إلى انهيار القانون والنظام واندلاع أعمال شغب ومجازر يضاف ذلك إلى واحدة من أكبر حركات النزوح السكاني في التاريخ. يقول ريتشارد سيموندز أن عدد الوفيات في التقديرات الدنيا تبلغ نصف مليون شخص وتشريد 12 مليونًا آخرين.
لكن يرى البعض أن البريطانيين اضطروا إلى الإسراع في التقسيم بسبب الأحداث التي كانت موجدة في الهند وقتها. أدرك مونتباتن بمجرد توليه منصبه أنه إذا أرادات بريطانيا عدم التورط في حرب أهلية هندية تلوح في الأفق، فيجب تقسيمها والخروج منها بسرعة. فقد انهار القانون والنظام عدة مرات في الهند قبل التقسيم مصحوبة بإراقة دماء كبيرة من للمسلمين وغيرهم، ومع ظهور ملامح حرب أهلية كبيرة وجدت بريطانيا نفسها تعاني من نقص في الموارد بعد الحرب العالمية الثانية، مما جعلها غير قادرة على مواجهة الوضع. يرى البعض أيضا أن مونتباتن كان متسرعًا بسبب عدم وجود أي خيارات حقيقية غير التقسيم، وأنه قدم أفضل ما يمكن في ظل الظروف الصعبة. يعتقد المؤرخ لورانس جيمس بهذا الرأي قائلًا أنه في عام 1947 لم يكن أمام مونتباتن أي خيار سوى التقسيم والمغادرة بسرعة. البديل كان التورط في حرب أهلية طاحنة يصعب الخروج منها.

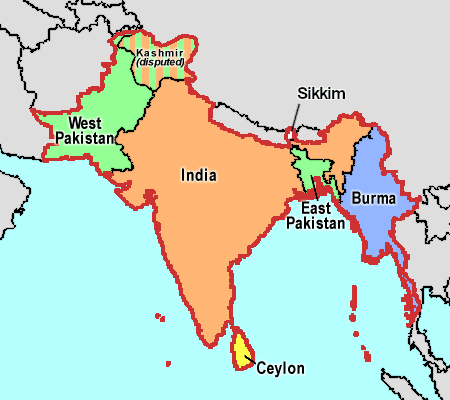
دول الراج الأربع (دومينيون الهند ودومينيون باكستان ودومينيون سيلان واتحاد بورما) التي استقلت في عامي 1947 و1948

أوصى الأمير البريطاني حينها تشارلز (ابن شقيق اللورد مونتباتن) مخرجة فيلم "Viceroy's House" عام 2017، الذي يتناول قصة تقسيم الهند، بقراءة كتاب "ظل اللعبة الكبرى: القصة غير المروية لتقسيم الهند". يطرح الكتاب فرضية أن مونتباتن كان أداة استخدمتها المؤسسة البريطانية لتحقيق تقسيم الهند بهدف الحفاظ على قاعدة استراتيجية في شمال غرب جنوب آسيا لحماية المصالح البريطانية في الشرق الأوسط واحتواء النفوذ السوفيتي.
يرفض فينكات دوليبالا فكرة أن سياسة "فرق تسد" البريطانية كانت السبب الرئيسي للتقسيم. ويطرح بدلًا من ذلك أن دولة باكستان الإسلامية ذات سيادة، كان يُنظر إليها كخليفة محتمل للخلافة العثمانية المنهارة وقائدة وحامية للعالم الإسلامي. ناقش علماء الإسلام إنشاء باكستان وإمكانية أن تصبح دولة إسلامية حقيقية، دعمت أغلبية حركة البريلوية إنشاء باكستان واعتقدت أن أي تعاون مع الهندوس سيكون له نتائج عكسية. بينما عارض معظم الديوبنديين بقيادة مولانا حسين أحمد مدني فكرة إنشاء باكستان ونظرية الأمتين، مؤكدين إمكانية تعايش المسلمين والهندوس في أمة واحدة.
قال إيان تالبوت وغورهاربال سينغ في دراستهما عن التقسيم أن التقسيم لم يكن النتيجة الحتمية لسياسة "فرق تسد" البريطانية ولا للصراعات بين المسلمين والهندوس.
أُطلقت مبادرة طلابية عابرة للحدود في عام 2014 بعنوان "مشروع التاريخ" بهدف استكشاف الفروق في تفسير الأحداث المرتبطة بالتقسيم. أثمرت هذه المبادرة عن كتاب يعرض وجهتي النظر حول التاريخ المشترك بين الهند وباكستان.

## التصوير الفني للتقسيم
ألهم تقسيم الهند وأعمال الشغب الدموية المرتبطة به الكثيرين في الهند وباكستان لإنتاج مشاريع أدبية وسينمائية وفنية لهذا الحدث. صورت بعض الإبداعات المذابح وأعمال العنف أثناء الهجرة في حين ركز البعض الآخر على آثار التقسيم والصعوبات التي واجهها اللاجئون على جانبي الحدود. تنتج الأدبيات والأفلام عن التقسيم حتى يومنا هذا.

### جهود توثيق التاريخ الشفوي
بدأت منظمة غير ربحية مقرها في بيركلي بكاليفورنيا ودلهي مشروع "أرشيف التقسيم لعام 1947" في عام 2010، بهدف توثيق التاريخ الشفوي لأولئك الذين عايشوا التقسيم. بلغ عدد المقابلات حوالي 9,700 مقابلة من 18 دولة بحلول يونيو 2021، أصدرت بالتعاون مع مكتبات جامعية كبرى في الهند وباكستان، مثل جامعة أشوكا وجامعة حبيب وجامعة دلهي وجامعة لاهور للعلوم الإدارية وجامعة جورو ناناك ديف بدعم من Tata Trusts.
افتتح صندوق الفنون والتراث الثقافي (TAACHT) في المملكة المتحدة في أغسطس 2017 أول متحف مخصص للتقسيم في العالم في مدينة أمريتسار بولاية البنجاب الهندية. يعرض المتحف، الذي يعمل ستة أيام في الأسبوع، معارض متعددة الوسائط توثق الأحداث السياسية والاجتماعية التي أدت إلى التقسيم وشهادات شخصية للناجين من أحداث العنف.
نشرت كافيتا بوري في عام 2019 كتابها "أصوات التقسيم: قصص بريطانية غير مروية" استند إلى سلسلة إذاعية من إنتاج بي بي سي. يتضمن الكتاب مقابلات مع نحو 20 شخصاً شهدوا التقسيم وانتقلوا لاحقاً للعيش في بريطانيا.
أعلن رئيس الوزراء الهندي ناريندرا مودي في 14 أغسطس 2021 أن هذا التاريخ سيكون يوم "ذكرى أهوال التقسيم" لإحياء ذكرى معاناة الهنود وقت التقسيم. انتقد حزب المؤتمر الوطني الهندي هذه الخطوة، وقال عنها جيرام راميش محاولة لتوظيف الأحداث التاريخية المؤلمة لتحقيق مكاسب سياسية.

### الأدبيات
من أشهر الأدبيات الأدبيات التي صورت التكلفة البشرية للاستقلال والتقسيم:
- ترحي لاكير (1943) لعصمت جغاتي
- Subh-e-Azadi (فجر الحرية، 1947)، قصيدة أردية لفيض أحمد فيض
- قصة Toba Tek Singh القصيرة (1955)، لSaadat Hassan Manto
- Train to Pakistan (1956) لKhushwant Singh
- A Bend in the Ganges (1965) لManohar Malgonkar
- تاماس (1974) لBhisham Sahni
- آزادي (1975) لتشمن ناهال, كتب باللغة الإنجليزية وفاز بجائزة 1977 جائزة أكاديمية شايتا  [لغات أخرى]‏ الهندية
- Ice-Candy Man (1988) لبابسي سيدهوا
- ما يتذكره الجسد (1999) لشونا سينغ بالدوين
- الفظائع المنسية (2012) هي مذكرات بال ك. جوبتا
- أطفال منتصف الليل (1980) لسلمان رشدي تدور أحداث عن الأطفال الذين ولدوا في في منتصف ليل 14 و15 أغسطس 1947، فازت الرواية بجائزة بوكر وجائزة أفضل ما في البوكر.[242]

### الأفلام
التقسيم هو أحد أشهر مواضيع أفلام البلدين. من أشهر الأفلام المتعلقة بظروف الاستقلال والتقسيم وما بعده:
- لاهور (1948)
- Chinnamul (1950، من إخراج Nemai Ghosh، بالبنغالية)[243]
- Nastik (1954)
- Chhalia (1960)
- Bhowani Junction (1956، من إخراج جورج كيوكور)
- Dharmputra (1961)[246]
- ثلاثية ريتويك غاتاك: Meghe Dhaka Tara (1960) وKomal Gandhar (1961) وSubarnarekha (1962).[243][247]
- Garm Hava (1973)
- Tamas (1987)[246]
- Partition (1987)[248]
- الأرض (1998)
- Train to Pakistan (1998، استنادا إلى الكتاب المذكور أعلاه)
- Hey Ram (2000)
- Gadar: Ek Prem Katha (2001)
- Khamosh Pani (2003)
- بينجار  [لغات أخرى]‏ (2003)
- Partition (2007)
- Madrasapattinam (2010)[246]
- بيجوم جان (2017)
- Viceroy's House (2017)
- Sarhad (2019)
- Gandhi Godse – Ek Yudh (2023)

نشرت شركة جوجل الهند إعلان "ريونيون" لعام 2013، يروي الإعلان لم شمل الأصدقاء المنفصلين بسبب التقسيم، أثار الإعلان الأمل في تخفيف قيود السفر بين البلدين، نال الإعلان شهرة واسعة وانتشارًا كبيرًا على الإنترنت فشاهده أكثر من 1.6 مليون شخص قبل عرضه رسميًا على شاشة التلفزيون في 15 نوفمبر 2013.
كما تناول فيلم الدراما الرياضية التاريخي "Gold" الصادر عام 2018 موضع التقسيم فتدور أحداثه حول فريق الهوكي الوطني الهندي وقت التقسيم، واستعرض تأثير تلك الحقبة على الرياضة والهويات الوطنية.

### الفن
عزا أعضاء مجموعة بومباي للفنانين التقدميين التقسيم إلى أحد الأسباب الرئيسية التي دفعتهم لتأسيس المجموعة في ديسمبر 1947، أصبح أعضاء المجموعة من أبرز وأهم الفنانين الهنود في القرن العشرين.
أما الفنانون المعاصرون الذين أبدعوا أعمالًا فنية متعلقة بالتقسيم منهم ناليني مالاني وأنجولي إيلا مينون وساتيش جوجرال ونيليما شيخ وأربيتا سينغ وكريشن خانا وبران ناث ماج و إس. إل. باراشر وأربانا كور وطيبة بيجوم ليبي ومحبوب الرحمن وبروليش دي بولاك وبريتيكا شودري.

## معلومات المراجع الكاملة
الكتب المدرسية
- Bandyopadhyay، Sekhar (2004)، From Plassey to partition: a history of modern India، Delhi: Orient Blackswan، ISBN:978-81-250-2596-2، مؤرشف من الأصل في 2016-06-17، اطلع عليه بتاريخ 2015-11-15
- Bose، Sugata؛ Jalal، Ayesha (2004) [First published 1997]، Modern South Asia: History, Culture, Political economy (ط. 2nd)، Routledge، ISBN:978-0-415-30786-4
- Brown، Judith Margaret (1994)، Modern India: the origins of an Asian democracy، Oxford University Press، ISBN:978-0-19-873112-2، مؤرشف من الأصل في 2020-08-15، اطلع عليه بتاريخ 2015-11-15
- Dyson، Tim (2018)، A Population History of India: From the First Modern People to the Present Day، Oxford University Press، ISBN:978-0-19-882905-8، مؤرشف من الأصل في 2019-10-18، اطلع عليه بتاريخ 2022-04-24
- Heathcote، Tony (2002). The British Admirals of the Fleet 1734–1995. Havertown: Pen & Sword. ISBN:978-0-85052-835-0.
- Ludden، David (2002)، India and South Asia: a short history، Oneworld، ISBN:978-1-85168-237-9، مؤرشف من الأصل في 2016-12-13، اطلع عليه بتاريخ 2015-11-15
- Markovits، Claude (2004)، A history of modern India, 1480–1950، Anthem Press، ISBN:978-1-84331-152-2، مؤرشف من الأصل في 2015-09-14، اطلع عليه بتاريخ 2015-11-15
- Metcalf، Barbara Daly؛ Metcalf، Thomas R. (2006)، A concise history of modern India، Cambridge University Press، ISBN:978-0-521-86362-9، مؤرشف من الأصل في 2021-02-25، اطلع عليه بتاريخ 2015-11-15
- Peers، Douglas M. (2006)، India under colonial rule: 1700–1885، Pearson Education، ISBN:978-0-582-31738-3، مؤرشف من الأصل في 2020-08-15، اطلع عليه بتاريخ 2015-11-15
- Robb، Peter (2002)، A History of India، Palgrave Macmillan (نُشِر في 2011)، ISBN:978-0-230-34549-2، مؤرشف من الأصل في 2016-05-22، اطلع عليه بتاريخ 2015-11-15
- Spear، Percival (1990) [First published 1965]، A History of India، Penguin Books، ج. 2، ISBN:978-0-14-013836-8
- Stein، Burton؛ Arnold، David (2010)، A History of India، John Wiley and Sons، ISBN:978-1-4051-9509-6، مؤرشف من الأصل في 2016-05-21، اطلع عليه بتاريخ 2015-11-15
- Talbot، Ian (2016)، A History of Modern South Asia: Politics, States, Diasporas، Yale University Press، ISBN:978-0-300-19694-8، مؤرشف من الأصل في 2021-04-11، اطلع عليه بتاريخ 2022-04-24
- Talbot، Ian (2015)، Pakistan: A New History، Hurst، ISBN:978-1-84904-370-0، مؤرشف من الأصل في 2020-02-12، اطلع عليه بتاريخ 2022-04-24
- Talbot، Ian؛ Singh، Gurharpal (2009)، The Partition of India، Cambridge University Press، ISBN:978-0-521-85661-4، اطلع عليه بتاريخ 2015-11-15
- Wolpert، Stanley (2008)، A new history of India، Oxford University Press، ISBN:978-0-19-533756-3، مؤرشف من الأصل في 2016-05-01، اطلع عليه بتاريخ 2015-11-15

الأطروحات
- Ansari, Sarah. 2005. Life after Partition: Migration, Community and Strife in Sindh: 1947–1962. Oxford, UK: Oxford University Press. 256 pages. (ردمك 0-19-597834-X)
- Ayub, Muhammad (2005). An army, Its Role and Rule: A History of the Pakistan Army from Independence to Kargil, 1947–1999. RoseDog Books. (ردمك 978-0-8059-9594-7)..
- Butalia, Urvashi. 1998. The Other Side of Silence: Voices from the Partition of India. Durham, NC: Duke University Press. 308 pages. (ردمك 0-8223-2494-6)
- Bhavnani، Nandita (2014)، The Making of Exile: Sindhi Hindus and the Partition of India، Westland، ISBN:978-93-84030-33-9
- Butler, Lawrence J. 2002. Britain and Empire: Adjusting to a Post-Imperial World. London: I.B. Tauris. 256 pages. (ردمك 1-86064-449-X)
- Chakrabarty، Bidyut (2004). The Partition of Bengal and Assam, 1932-1947: Contour of Freedom. RoutledgeCurzon. ISBN:0-415-32889-6.
- Chattha، Ilyas Ahmad (2009)، Partition and Its Aftermath: Violence, Migration and the Role of Refugees in the Socio-Economic Development of Gujranwala and Sialkot Cities, 1947–1961، University of Southampton, School of Humanities, Centre for Imperial and Post-Colonial Studies
- Chatterji, Joya. 2002. Bengal Divided: Hindu Communalism and Partition, 1932–1947. Cambridge and New York: Cambridge University Press. 323 pages. (ردمك 0-521-52328-1).
- Chester, Lucy P. 2009. Borders and Conflict in South Asia: The Radcliffe Boundary Commission and the Partition of Punjab. Manchester University Press. (ردمك 978-0-7190-7899-6).
- Copland، Ian (1991). "The Abdullah Factor: Kashmiri Muslims and the Crisis of 1947". في D. A. Low (المحرر). Political Inheritance of Pakistan. Springer. ISBN:9781349115563. مؤرشف من الأصل في 2022-03-30. اطلع عليه بتاريخ 2022-04-10.
- Daiya, Kavita. 2008. Violent Belongings: Partition, Gender, and National Culture in Postcolonial India. Philadelphia: Temple University Press. 274 pages. (ردمك 978-1-59213-744-2).
- Dhulipala, Venkat. 2015. Creating a New Medina: State Power, Islam, and the Quest for Pakistan in Late Colonial North India. Cambridge University Press. (ردمك 1-10-705212-2)
- Gilmartin, David. 1988. Empire and Islam: Punjab and the Making of Pakistan. Berkeley: University of California Press. 258 pages. (ردمك 0-520-06249-3).
- Gossman, Partricia. 1999. Riots and Victims: Violence and the Construction of Communal Identity Among Bengali Muslims, 1905–1947. Westview Press. 224 pages. (ردمك 0-8133-3625-2)
- Hansen, Anders Bjørn. 2004. "Partition and Genocide: Manifestation of Violence in Punjab 1937–1947", India Research Press. (ردمك 978-81-87943-25-9).
- Harris, Kenneth. Attlee (1982) pp 355–87 [بحاجة لمُعرِّف الكتاب]
- Hasan، Mushirul (2001)، India's Partition: Process, Strategy and Mobilization، New Delhi: Oxford University Press، ISBN:978-0-19-563504-1.
- Herman, Arthur. Gandhi & Churchill: The Epic Rivalry that Destroyed an Empire and Forged Our Age (2009)
- Ikram, S. M. 1995. Indian Muslims and Partition of India. Delhi: Atlantic. (ردمك 81-7156-374-0)
- Jain، Jasbir (2007)، Reading Partition, Living Partition، Rawat، ISBN:978-81-316-0045-0
- Jalal، Ayesha (1993)، The Sole Spokesman: Jinnah, the Muslim League and the Demand for Pakistan، Cambridge: Cambridge University Press، ISBN:978-0-521-45850-4
- Judd، Denis (2004)، The lion and the tiger: the rise and fall of the British Raj, 1600–1947، Oxford University Press، ISBN:978-0-19-280579-9، مؤرشف من الأصل في 2016-04-27، اطلع عليه بتاريخ 2015-11-15
- Kaur, Ravinder. 2007. "Since 1947: Partition Narratives among Punjabi Migrants of Delhi". Oxford University Press. (ردمك 978-0-19-568377-6).
- Khan، Yasmin (2007)، The Great Partition: The Making of India and Pakistan، Yale University Press، ISBN:978-0-300-12078-3، مؤرشف من الأصل في 2016-01-05، اطلع عليه بتاريخ 2015-11-15
- Khosla, G. D. Stern reckoning : a survey of the events leading up to and following the partition of India New Delhi: Oxford University Press: 358 pages Published: February 1990 (ردمك 0-19-562417-3)
- Lamb، Alastair (1991)، Kashmir: A Disputed Legacy, 1846–1990، Roxford Books، ISBN:978-0-907129-06-6
- Mookerjea-Leonard, Debali. 2017. Literature, Gender, and the Trauma of Partition: The Paradox of Independence. London and New York: Routledge. (ردمك 978-1138183100).
- Moon, Penderel. (1999). The British Conquest and Dominion of India (2 vol. 1256 pp)
- Moore, R.J. (1983). Escape from Empire: The Attlee Government and the Indian Problem, the standard history of the British position [بحاجة لمُعرِّف الكتاب]
- Nair, Neeti. (2010) Changing Homelands: Hindu Politics and the Partition of India
- Page, David, Anita Inder Singh, Penderel Moon, G. D. Khosla, and Mushirul Hasan. 2001. The Partition Omnibus: Prelude to Partition/the Origins of the Partition of India 1936–1947/Divide and Quit/Stern Reckoning. Oxford University Press. (ردمك 0-19-565850-7)
- Pal, Anadish Kumar. 2010. World Guide to the Partition of INDIA. Kindle Edition: Amazon Digital Services. 282 KB. (أمازون B0036OSCAC)
- Pandey، Gyanendra (2001). Remembering Partition: Violence, Nationalism and History in India. Cambridge University Press. ISBN:978-0-521-00250-9.
- Panigrahi، D. N. (2004). India's Partition: The Story of Imperialism in Retreat. Routledge. ISBN:0-714-65601-1.
- Raja, Masood Ashraf. Constructing Pakistan: Foundational Texts and the Rise of Muslim National Identity, 1857–1947, Oxford 2010, (ردمك 978-0-19-547811-2)
- Raza, Hashim S. 1989. Mountbatten and the partition of India. New Delhi: Atlantic. (ردمك 81-7156-059-8)
- Shaikh, Farzana. 1989. Community and Consensus in Islam: Muslim Representation in Colonial India, 1860–1947. Cambridge, UK: Cambridge University Press. 272 pages. (ردمك 0-521-36328-4).
- Singh, Jaswant. (2011) Jinnah: India, Partition, Independence [بحاجة لمُعرِّف الكتاب]
- Talib, Gurbachan Singh, & Shromaṇī Guraduārā Prabandhaka Kameṭī. (1950). Muslim League attack on Sikhs and Hindus in the Punjab, 1947. Amritsar: Shiromani Gurdwara Parbankhak Committee.
- Talbot, Ian. 1996. Freedom's Cry: The Popular Dimension in the Pakistan Movement and Partition Experience in North-West India. Oxford University Press. (ردمك 978-0-19-577657-7).
- Talbot, Ian and Gurharpal Singh (eds). 1999. Region and Partition: Bengal, Punjab and the Partition of the Subcontinent. Oxford and New York: Oxford University Press. 420 pages. (ردمك 0-19-579051-0).
- Talbot, Ian. 2002. Khizr Tiwana: The Punjab Unionist Party and the Partition of India. Oxford and New York: Oxford University Press. 216 pages. (ردمك 0-19-579551-2).
- Talbot, Ian. 2006. Divided Cities: Partition and Its Aftermath in Lahore and Amritsar. Oxford and Karachi: Oxford University Press. 350 pages. (ردمك 0-19-547226-8).
- Wolpert, Stanley. 2006. Shameful Flight: The Last Years of the British Empire in India. Oxford and New York: Oxford University Press. 272 pages. (ردمك 0-19-515198-4).
- Wolpert, Stanley. 1984. Jinnah of Pakistan [بحاجة لمُعرِّف الكتاب]

مقالات
- Brass, Paul. 2003. The partition of India and retributive genocide in the Punjab, 1946–47: means, methods, and purposes نسخة محفوظة 14 April 2021 على موقع واي باك مشين. Journal of Genocide Research (2003), 5#1, 71–101
- Gilmartin، David (1998)، "Partition, Pakistan, and South Asian History: In Search of a Narrative"، The Journal of Asian Studies، ج. 57، ص. 1068–1095، DOI:10.2307/2659304، JSTOR:2659304، S2CID:153491691
- Gilmartin، David (1998)، "A Magnificent Gift: Muslim Nationalism and the Election Process in Colonial Punjab"، Comparative Studies in Society and History، ج. 40، ص. 415–436، DOI:10.1017/S0010417598001352، JSTOR:179270، S2CID:144603264
- Gupta, Bal K. "Death of Mahatma Gandhi and Alibeg Prisoners" www.dailyexcelsior.com
- Gupta, Bal K. "Train from Pakistan" www.nripulse.com
- Gupta, Bal K. "November 25, 1947, Pakistani Invasion of Mirpur". www.dailyexcelsior.com
- Jeffrey، Robin (1974)، "The Punjab Boundary Force and the Problem of Order, August 1947"، Modern Asian Studies، ج. 8، ص. 491–520، DOI:10.1017/s0026749x0000562x، JSTOR:311867، S2CID:145786107
- Ravinder Kaur (2014)، "Bodies of Partition: Of Widows, Residue and Other Historical Waste"، Histories of Victimhood, Ed., Henrik Rønsbo and Steffen Jensen, Pennsylvania University Press، مؤرشف من الأصل في 2022-04-24، اطلع عليه بتاريخ 2015-05-10
- Kaur, Ravinder. 2009. 'Distinctive Citizenship: Refugees, Subjects and Postcolonial State in India's Partition' نسخة محفوظة 20 October 2017 على موقع واي باك مشين., Cultural and Social History.
- Kaur, Ravinder. 2008. 'Narrative Absence: An 'untouchable' account of India's Partition Migration نسخة محفوظة 19 October 2017 على موقع واي باك مشين., Contributions to Indian Sociology.
- Kaur Ravinder. 2007. "India and Pakistan: Partition Lessons". Open Democracy.
- Kaur, Ravinder. 2006. "The Last Journey: Social Class in the Partition of India" نسخة محفوظة 20 October 2017 على موقع واي باك مشين.. Economic and Political Weekly, June 2006. epw.org.in
- Khalidi, Omar (1998-01-01). "From Torrent to Trickle: Indian Muslim Migration to Pakistan, 1947–97 نسخة محفوظة 30 March 2017 على موقع واي باك مشين.". Islamic Studies. 37 (3): 339–352.
- Khan، Lal (2003)، Partition – Can it be undone?، Wellred Publications، ص. 228، ISBN:978-1-900007-15-3
- Mookerjea-Leonard، Debali (2005)، "Divided Homelands, Hostile Homes: Partition, Women and Homelessness"، Journal of Commonwealth Literature، ج. 40، ص. 141–154، DOI:10.1177/0021989405054314، S2CID:162056117
- Mookerjea-Leonard، Debali (2004)، "Quarantined: Women and the Partition"، Comparative Studies of South Asia, Africa and the Middle East، ج. 24، ص. 35–50، DOI:10.1215/1089201x-24-1-35، S2CID:145294986، مؤرشف من الأصل في 2021-04-20، اطلع عليه بتاريخ 2021-07-27
- Morris-Jones (1983)، "Thirty-Six Years Later: The Mixed Legacies of Mountbatten's Transfer of Power"، International Affairs، ج. 59، ص. 621–628، DOI:10.2307/2619473، JSTOR:2619473
- Noorani، A. G. (22 ديسمبر 2001)، "The Partition of India"، Frontline، ج. 18، مؤرشف من الأصل في 2008-04-02، اطلع عليه بتاريخ 2011-10-12
- Spate، O. H. K. (1947)، "The Partition of the Punjab and of Bengal"، The Geographical Journal، ج. 110، ص. 201–218، Bibcode:1947GeogJ.110..201S، DOI:10.2307/1789950، JSTOR:1789950
- Spear، Percival (1958)، "Britain's Transfer of Power in India"، Pacific Affairs، ج. 31، ص. 173–180، DOI:10.2307/3035211، JSTOR:3035211
- Talbot، Ian (1994)، "Planning for Pakistan: The Planning Committee of the All-India Muslim League, 1943–46"، Modern Asian Studies، ج. 28، ص. 875–889، DOI:10.1017/s0026749x00012567، S2CID:145250631
- Visaria، Pravin M (1969)، "Migration Between India and Pakistan, 1951–61"، Demography، ج. 6، ص. 323–334، DOI:10.2307/2060400، JSTOR:2060400، PMID:21331852، S2CID:23272586

المصادر الأولية
- Mansergh, Nicholas, and Penderel Moon, eds. The Transfer of Power 1942–47 (12 vol., London: HMSO . 1970–83) comprehensive collection of British official and private documents
- Moon, Penderel. (1998) Divide & Quit
- Narendra Singh Sarila, "The Shadow of the Great Game: The Untold Story of India's Partition," Publisher: Carroll & Graf [بحاجة لمُعرِّف الكتاب]

المصادر غير المتخصصة
- Collins, Larry and Dominique Lapierre: Freedom at Midnight. London: Collins, 1975. (ردمك 0-00-638851-5)
- Seshadri, H. V. (2013). The tragic story of partition. Bangalore: Sahitya Sindhu Prakashana, 2013. [بحاجة لمُعرِّف الكتاب]
- Zubrzycki, John. (2006) The Last Nizam: An Indian Prince in the Australian Outback. Pan Macmillan, Australia. (ردمك 978-0-330-42321-2).

المذكرات والتاريخ الشفهي
- Azad، Maulana Abul Kalam (2003) [First published 1959]، India Wins Freedom: An Autobiographical Narrative، New Delhi: Orient Longman، ISBN:978-81-250-0514-8
- Bonney, Richard; Hyde, Colin; Martin, John. "Legacy of Partition, 1947–2009: Creating New Archives from the Memories of Leicestershire People," Midland History, (Sept 2011), Vol. 36 Issue 2, pp 215–224
- Mountbatten, Pamela. (2009) India Remembered: A Personal Account of the Mountbattens During the Transfer of Power [بحاجة لمُعرِّف الكتاب]

الخيالية التاريخية
- Mohammed, Javed: Walk to Freedom, Rumi Bookstore, 2006. (ردمك 978-0-9701261-2-2)

## وصلات خارجية
- 1947 Partition Archive
- Partition of Bengal – الموسوعة البريطانية
- India Memory Project – 1947 India Pakistan Partition
- The Road to Partition 1939–1947 – The National Archives
- Indian Independence Bill, 1947 نسخة محفوظة 15 May 2021 على موقع واي باك مشين.
- India's Partition: The Forgotten Story British film-maker Gurinder Chadha, directors of Bend It Like Beckham and Viceroy's House, travels from Southall to Delhi and Shimla to find out about the Partition of India – one of the most seismic events of the 20th century. Partition saw India divided into two new nations – Independent India and Pakistan. The split led to violence, disruption, and death.
- Sir Ian Scott, Mountbatten's deputy private secretary in 1947, talking about the run up to Partition
- India: A People Partitioned oral history interviews by Andrew Whitehead, 1992–2007 نسخة محفوظة 15 May 2021 على موقع واي باك مشين.
- Select Research Bibliography on the Partition of India, Compiled by Vinay Lal, Department of History, UCLA; جامعة كاليفورنيا (لوس أنجلوس)
- South Asian History: Colonial India – جامعة كاليفورنيا (بركلي) Collection of documents on colonial India, Independence, and Partition
- Indian Nationalism – جامعة فوردهام archive of relevant public-domain documents